# Hachschara

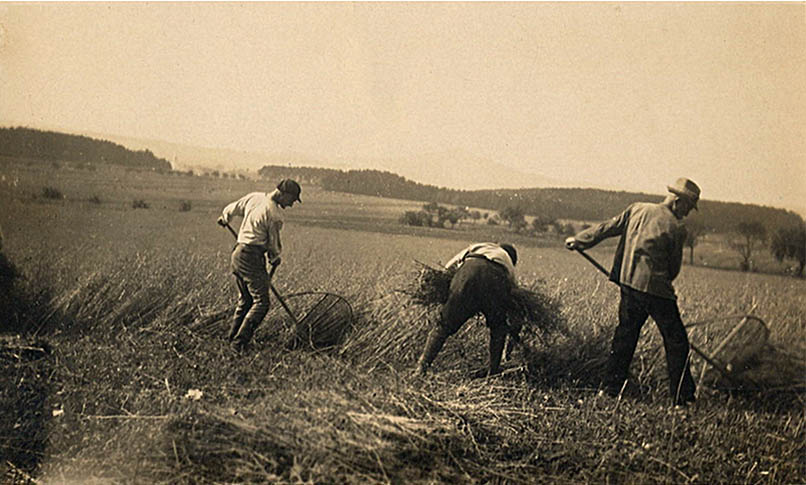
Arbeit auf der Hachschara-Farm in Betzenrod, Deutschland, 1920er Jahre

Als Hachschara (hebräisch הַכְשָׁרָה Hachscharah, deutsch ‚Vorbereitung, Tauglichmachung‘) wurde die systematische Vorbereitung von Juden auf die ʿAlija bezeichnet, d. h. für die Besiedlung Palästinas vor allem in den 1920er und 1930er Jahren. Ideologische Grundlage für dieses Programm war der Zionismus, getragen und propagiert wurde sie von der jüdischen Jugendbewegung, dabei vor allem von den beiden Dachverbänden Hechaluz und Bachad.
Meist fanden Hachschara-Kurse auf landwirtschaftlichen Gütern statt. Eine Gruppe von Auswanderungswilligen (hebräisch קְבוּצָה Kvūzah) lernte dort gemeinsam, was für den Aufbau eines Gemeinwesens in Palästina notwendig erschien. Die häufig aus bürgerlichen Umgebungen stammenden jungen Menschen erwarben vor allem gärtnerische, land- und hauswirtschaftliche sowie handwerkliche Fertigkeiten und lernten ʿIvrīt, das moderne Hebräisch. In der weiteren Entwicklung der Hachschara galt zunehmend auch die Schaffung einer jüdischen Identität als wichtige Aufgabe. Dazu gehörte auch, die jüdischen Feste zu feiern, jüdische Geschichte und Literatur kennenzulernen. Leben und Arbeiten im Kollektiv sollten dabei die kulturellen Grundlagen für die neue Existenz in Palästina schaffen. Im späteren Israel setzten sich die Hachschara-Gemeinschaften in den Kibbuzim fort. Seltener lernten auch einzelne Auswanderungswillige bei einem Landwirt oder Handwerker.

## Geschichte
Im 19. Jahrhundert nahmen immer wieder Hoffnungen vieler Juden auf eine Rückkehr nach Eretz Israel Gestalt an, die gegen Ende des Jahrhunderts zunehmend praktische Formen annahmen. Beispiel hierfür ist das 1864 von Zwi Hirsch Kalischer in Berlin gegründete Zentralkomitee für jüdische Siedlungen in Palästina, dem 1870 in Zusammenarbeit zwischen Kalischer und Charles Netter die Gründung der Mikwe Israel folgte, der bis heute ältesten jüdischen Landwirtschaftsschule in Palästina. 1893 wurde dann von Max I. Bodenheimer gemeinsam mit David Wolffsohn der Kölner Verein zur Förderung von Ackerbau und Handwerk in Palästina gegründet, und vor dem Hintergrund der osteuropäischen Pogrome, der gescheiterten jüdischen Emanzipationsbestrebungen in West- und Mitteleuropa und dem Erstarken des politischen Zionismus in der Folge des Zionistenkongresses von 1897 formierte sich schließlich am Ende des 19. Jahrhunderts aus der „Chaluzbewegung“ (von hebräisch חָלוּץ Chalūz, deutsch ‚Pionier‘) heraus die Hachschara-Bewegung, die vor allem unter Juden in den USA und Russland auf Zustimmung stieß. Ihr Kerngedanke war die Vorbereitung auf ein Leben im Kibbuz im umfassenden Sinn: landwirtschaftliche Ausbildung, Vertrautheit mit der Geschichte des Judentums, Erlernung der hebräischen Sprache.
Auf dem 12. Zionistenkongress 1922 in Karlsbad bildete sich der Pionier-Weltverband Hechaluz. 1923 gründete sich ein deutscher Hechaluz-Verband, der 1928 500 Mitglieder und vier Lehrgüter zählte. Insgesamt verbreitete sich die Bewegung unter den stark assimilierten Juden Westeuropas nur langsam. Erst seit der Weltwirtschaftskrise wurde die Auswanderung von vielen als Chance für einen wirtschaftlichen Neuanfang verstanden. Die idealistische Einstellung des frühen Zionismus trat in den Hintergrund.
Die zunehmende Diskriminierung der Juden verschaffte der Hachschara-Bewegung in der Anfangsphase der nationalsozialistischen Herrschaft in Deutschland großen Zulauf. Neben der Vorbereitung zur Auswanderung nach Palästina spielte vor allem für junge Jüdinnen und Juden eine Rolle, dass die Hachschara eine der letzten Möglichkeiten für sie war, überhaupt eine Berufsausbildung (Umschichtung im damaligen Sprachgebrauch) zu erlangen. 1934 verzeichnete die deutsche Hechaluz rund 15.000 Mitglieder. Rund 3.500 Menschen wurden zu dieser Zeit in den Hachschara-Lehreinrichtungen ausgebildet. Diese wurden im Auftrage der Reichsvertretung der Deutschen Juden von Martin Gerson betreut. Insgesamt wurden innerhalb der damaligen deutschen Grenzen mindestens 32 dieser Vorbereitungslager eingerichtet.
In den Anfangsjahren war die vorherrschende Ausbildungsform die Einzel-Hachschara, bei der Ausreisewillige bei einem Bauern oder in einem Handwerksbetrieb arbeiteten und dabei von einem Hachschara- oder Hechaluz-Zentrum unterstützt und betreut wurden. Mit der ab 1933 steigenden Nachfrage an Ausbildungsplätzen bildeten sich auch andere Hachschara-Formen heraus, so zum Beispiel „Hachschara-Kibbuzim, wo die Jugendlichen gemeinsam lebten und ausgebildet wurden, Hachschara-Zentren, wo sie zusammenlebten, aber eine Ausbildung auf verschiedenen landwirtschaftlichen und handwerklichen Stellen bekamen und – vor allem in größeren Städten – die Batei-Chaluz (hebräisch בָּתֵּי חָלוּץ Battej Chalūz, deutsch ‚Häuser der Pionier‘, Sing. בֵּית חָלוּץ Bejt Chalūz), Wohnheime für ausreisewillige Jugendliche mit handwerklicher oder hauswirtschaftlicher Einzelausbildung. Der erhöhte Bedarf an Ausbildungsplätzen erklärt den forcierten Ausbau gerade der gemeinschaftlichen Hachschara-Lehrgüter in den folgenden Jahren nur zum Teil, denn dieser war auch aus ideologischen und erzieherischen Gründen besonders wichtig: Vor allem hier, losgelöst von sozialen und familiären Bindungen, glaubte man die Erziehung zur Kibbuz-Gemeinschaft effektiv verwirklichen zu können.“
Hachschara und Jugend-Alijah waren wichtige Säulen der jüdischen Selbsthilfe zur Vorbereitung Jugendlicher auf eine Auswanderung nach Palästina. Hinzu kam 1935 die sogenannte Mittlere-Hachschara (auch: Mi-Ha). Sie richtete sich an 15- bis 17-Jährige und sah ebenso wie die reguläre Hachschara eine zweijährige landwirtschaftliche, gärtnerische oder hauswirtschaftliche Ausbildung vor. Eine handwerkliche Ausbildung dauerte drei Jahre. Joseph Walk bezeichnet sie als einen Ersatz für die nicht über die Jugend-Alija nach Palästina einwandernden Jugendlichen dieser Altersgruppe. Sie „lehnt sich in ihrem Tagesablauf an das Vorbild der in den dortigen Kollektivsiedlungen erzogenen Gruppen an: der Vormittag war der fachlichen, im Wesentlichen landwirtschaftlichen (für Mädchen: hauswirtschaftlichen) Ausbildung, der Nachmittag der geistigen Fortbildung vorbehalten. Der Lehrplan umfaßte Hebräisch (6 Std.), Judentums- und Judenheitskunde (2), Erdkunde (2), Naturwissenschaft (2); je eine Stunde Palästinakunde und Zionismus. Einen breiten Raum nahmen die in den Abendstunden an freien Tagen geführten Aussprachen und Diskussionen ein, welche sich in erster Linie um Probleme des Palästinaaufbaus drehten. Die sich im ländlichen Milieu formende Gemeinschaft wurde weitgehend von der Persönlichkeit des aus der Jugendbewegung hervorgegangenen Führers geprägt und ging nach beendeter zweijähriger Ausbildung zumeist mit diesem auf Alija.“
Als Träger der Mi-Ha erwähnt Walk außer den schon genannten Verbänden Hechaluz und Bachad zusätzlich noch die Noʿar Aguddati („Jugend der Agudda“). Bei der handelte es sich um den deutschen Jugendverband der 1912 gegründeten ultraorthodox-jüdischen Agudath Israel Weltorganisation. Eine wichtige Rolle in dieser Organisation spielte Kalman Kahana, der in Deutschland an der Gründung der Noar Agudati beteiligt war.
Eine besondere Rolle spielte die Auslands-Hachschara (siehe unten). Sie gab es in den 1930er Jahren in zwölf europäischen Ländern, vorwiegend in der Form der Einzel-Hachschara. Die Auslands-Hachschara bot besonders gefährdete Personen zusätzlich die Möglichkeit, sich dem Zugriff nationalsozialistischer Behörden zu entziehen. Auch Jugend-Alija-Zentren im Ausland existierten, zum Beispiel das Internat Kristinehov in Schweden. Sie boten die Möglichkeit, Jugendliche unterzubringen, für die es noch keine Einreisezertifikate für Palästina gab (meist wegen altersbedingt fehlender Zertifikatsreife).

## Hachschara-Einrichtungen

### Die Ausbildungsmöglichkeiten und Ausbildungsorte im Jahr 1938
Albert J. Phiebig (* 2. Januar 1908 in Berlin – † 27. März 2004 in den USA) wuchs in einer liberalen und sozial ambitionierten Familie auf. Er betätigte sich schon als Jugendlicher als Büchersammler und begeisterte sich früh für die Ahnenforschung. Phiebig studierte Jura an den Universitäten in Berlin und Freiburg im Breisgau und begann danach eine Karriere als Jurist. 1933 wurde er von den Nazis aus dem Staatsdienst entlassen und arbeitete danach als Statistiker bei der Reichsvertretung der Deutschen Juden. Er schloss sich auch der Gesellschaft für Jüdische Familienforschung an und arbeitete mit dem bekannten Genealogen Arthur Czellitzer zusammen. Im Juni 1938 heiratete Phiebig in Berlin Rosa Gottlieb (1912–1960). Die beiden wurden von Leo Baeck getraut und konnten später in die USA emigrieren.
Im Jahre 1938 erstellte Phiebig eine Statistik über die Ausbildungs- und Umschichtungsstätten für Juden in Deutschland. Diese Statistik erschien im Almanach des SchockenVerlags auf das Jahr 5699 (1938/39) und gibt einen umfassenden Überblick über die Ausbildungsmöglichkeiten kurz vor den November-Pogromen von 1938. Ebenfalls 1938 erschien der von der Reichsvertretung der Juden in Deutschland, der Jüdischen Gemeinde Berlin und dem Zentralverband Jüdischer Handwerker Deutschlands herausgegebene Ratgeber Vor der Berufswahl. Ein Wegweiser für jüdische Eltern und Kinder (siehe Literatur). In der Einführung hieß es, man wolle „einer Generation, die aus dem Gefühl der Sicherheit aufgerüttelt ist, und das uralte jüdische Schicksal des Wanderns in einer politisch und wirtschaftlich veränderten Welt mit aller Schärfe spürt, die Fragen, um die es sich bei der Berufswahl heute handelt, mit allem Ernst und aller Deutlichkeit vor Augen führen“. Die Broschüre begann mit der Vorstellung der handwerklichen Berufe und endete mit akademischen Berufen, was alleine schon „die veränderte Lage des Judentums in Deutschland“ zeige. Gezeigt werden sollte auch die Verwendungsmöglichkeit des jeweils vorgestellten Berufs im Ausland, verbunden mit der Hoffnung, „daß ausländische Verbindungen, besonders auch bereits ausgewanderte Angehörige vielleicht den Weg zu ihm ungeachtet aller Schwierigkeiten ermöglichen“. Dieser klar auf die Hachschara ausgerichteten Schrift war auch ein Flyer Verzeichnis der Ausbildungsstätten (unten in den Tabellen und den dazugehörigen Anmerkungen zitiert als Flyer der Reichsvertretung) beigefügt, der zwar nicht die Zahlen aus Phiebigs Statistik enthält, aber weitgehend mit dessen Systematik übereinstimmt und weitere Zusatzinformationen liefert. Die wichtigsten Zusatzinformationen finden sich unten bei der Tabelle III (im Flyer Tabelle V), da Phiebig für die hauswirtschaftliche Ausbildung nur die Gesamtzahl der Ausbildungsstätten und ihrer Auszubildenden aufführte, nicht aber die einzelnen Ausbildungsstätten selber. Diese wurden nun als Tabelle IIIa hinzugefügt.
Bereits am 1. März 1938 war im Jüdisches Gemeindeblatt für das Gebiet der Rheinpfalz ein Artikel erschienen, der die Ausbildungsstätten im Rahmen der Mittleren Hachschara aufführte. Die Tabelle I wurde um diese Information ebenso erweitert wie um die Länderzuordnung. Auf diese Länderzuordnung wurde bei den anderen Tabellen verzichtet, weil sich die hauswirtschaftlichen und die handwerklichen Ausbildungsorte fast durchweg in Großstädten befanden und nicht in relativ unbekannten ländlichen Regionen.

#### Landwirtschaftliche und gärtnerische Ausbildungsstätten
| Landwirtschaft und Gärtnerei (Anmerkung I/1)                                      |                                                        | |        |                          |
| Ort                                                                               | Belegschaft/ Einweisende Organisation (Anmerkung I/2)  | Ausbildungsart (Anmerkung I/3)                                                                                 | Plätze | Land (siehe unten)       |
| Ahlem bei Hannover                                                                | gemischt/frei                                          | Erstausbildung und 9. Schuljahr                                                                                | 89     | #Niedersachsen           |
| Ahrensdorf                                                                        | Makkabi Hazair                                         | Erstausbildung auch Mittlere Hachschara                                                                        | 80     | #Brandenburg             |
| Altona-Blankenese Steubenweg 36 (bei Phiebig Hamburg-Blankenese) (Anmerkung I/10) | Hechaluz Hadati                                        | Umschichtler auch Mittlere Hachschara (laut Reichsvertretung rituell)                                          | 33     | #Hamburg                 |
| Altona-Blankenese (Wilhelminenhöhe) Rissener Landstraße 127                       | gemischt/frei                                          | Umschichtler Erstausbildung                                                                                    | 20     | #Hamburg                 |
| Altona-Rissen Tinsdaler Kirchenweg 245                                            | Hechaluz                                               | Umschichtler                                                                                                   |        | #Hamburg                 |
| Bannacker, Haus 3 (bei Augsburg)                                                  | Hechaluz                                               | Umschichtler                                                                                                   | 14     | #Bayern                  |
| Berlin-Weißensee, Friedhofsgärtnerei                                              | gemischt/frei                                          | Umschichtler (laut Reichsvertretung ohne Internat)                                                             | 20     | #Berlin                  |
| Bomsdorf bei Bitterfeld                                                           | Bachad                                                 | Erstausbildung auch Mittlere Hachschara                                                                        | 35     | #Sachsen-Anhalt          |
| Brüderhof bei Tangstedt                                                           | Hechaluz                                               | Erstausbildung auch Mittlere Hachschara                                                                        | 35     | #Schleswig-Holstein      |
| Dresden (Anmerkung I/9)                                                           | gemischt                                               | (Friedhofsgärtnerei)                                                                                           | 4      | #Sachsen                 |
| Ellguth bei Steinau                                                               | Hechaluz                                               | Erstausbildung auch Mittlere Hachschara                                                                        | 70     | #Schlesien               |
| Fischach bei Augsburg                                                             | Hechaluz                                               | Umschichtler                                                                                                   | 25     | #Bayern                  |
| Frankfurt am Main, Jüdische Landwirtschaft (Anmerkung I/4)                        | gemischt                                               | | 44     | #Hessen                  |
| Freienstein (Post Pampow)                                                         | Makkabi Hazair                                         | Umschichtler                                                                                                   | 27     | #Mecklenburg- Vorpommern |
| Gehringshof, Lehrgut                                                              | Bachad                                                 | Umschichtler Erstausbildung auch Mittlere Hachschara                                                           | 54     | #Hessen                  |
| Groß-Breesen                                                                      | Übersee- Gruppenwanderer laut Reichsvertretung frei    | Umschichtler Erstausbildung                                                                                    | 110    | #Schlesien               |
| Grüsen, Kibbuz Hagschama                                                          | Hechaluz                                               | Erstausbildung auch Mittlere Hachschara                                                                        | 40     | #Hessen                  |
| Landwerk Halbe                                                                    | Makkabi                                                | Erstausbildung auch Mittlere Hachschara (Anmerkung I/5)                                                        | 61     | #Brandenburg             |
| Halberstadt, Wilhelmstr. 15                                                       | Noʿar Aguddati                                         | laut Reichsvertretung eine rituelle Einrichtung                                                                | 24     | #Sachsen-Anhalt          |
| Havelberg                                                                         | Hechaluz                                               | Erstausbildung auch Mittlere Hachschara                                                                        | 30     | #Sachsen-Anhalt          |
| Heilbronn am Neckar, Frankfurter Str. 9 Hachscharah-Zentrum (Anmerkung I/8)       | Hechaluz                                               | Umschichtler                                                                                                   | 15     | #Baden-Württemberg       |
| Jägerslust bei Flensburg                                                          | Hechaluz                                               | Umschichtler                                                                                                   | 25     | #Schleswig-Holstein      |
| Jessen, Jüdische Jugendhilfe                                                      | Hechaluz                                               | Erstausbildung auch Mittlere Hachschara                                                                        | 30     | #Brandenburg             |
| Lehrensteinsfeld, Haus Thalheimer                                                 | Hechaluz zusammen mit der Jüdischen Nothilfe Stuttgart | Umschichtler                                                                                                   | 12     | #Baden-Württemberg       |
| Leipzig (Anmerkung I/6)                                                           | gemischt                                               | Gärtnerische Vorlehre                                                                                          | 15     | #Sachsen                 |
| Lobitten                                                                          | gemischt/frei                                          | Erstausbildung und Umschichtler, aber laut Reichsvertretung nur Deutsche und Staatenlose sowie keine Zionisten | 35     | #Ostpreußen              |
| Landwerk Neuendorf                                                                | gemischt/frei                                          | Umschichtler Erstausbildung auch Mittlere Hachschara                                                           | 145    | #Brandenburg             |
| Polenzwerder bei Eberswalde                                                       | Betar                                                  | Umschichtler Erstausbildung                                                                                    | 45     | #Brandenburg             |
| Sennfeld (Baden), Lehrgut                                                         | Werkleute                                              | Erstausbildung auch Mittlere Hachschara                                                                        | 30     | #Baden-Württemberg       |
| Silingtal bei Zobten (Schlesien), Haus Proskauer                                  | Hechaluz                                               | Erstausbildung auch Mittlere Hachschara                                                                        | 20     | #Schlesien               |
| Schniebinchen, Kreis Sommerfeld                                                   | Hechaluz (Anmerkung I/7)                               | Erstausbildung auch Mittlere Hachschara                                                                        | 82     | #Brandenburg             |
| Landwerk Steckelsdorf                                                             | Bachad                                                 | Erstausbildung auch Mittlere Hachschara                                                                        | 70     | #Brandenburg             |
| Urfeld bei Bonn                                                                   | Hechaluz                                               | Erstausbildung auch Mittlere Hachschara                                                                        | 45     | #Nordrhein-Westfalen     |
| Winkel, Lehrgut S. Schocken                                                       | Zionistische Jugendbünde                               | Umschichtler Erstausbildung auch Mittlere Hachschara                                                           | 120    | #Brandenburg             |
| Hachschara-Stätte Westerbeck (Anmerkung I/11)                                     |                                                        | |        | #Nordrhein-Westfalen     |
|                                                                                   |                                                        | Gesamt | 1.504  |                          |

#### Ausbildungsstätten und -orte für handwerkliche Berufe
| Handwerk: Lehrwerkstätten, Lehrgänge und Kurse Mit Ausnahme weniger Angebote für eine Vor- oder Grundlehre dienten alle Angebote der Erstausbildung oder richteten sich an Umschichtler. |                                             |                                             |                        |
| Ort | Träger                                      | Fach                                        | Plätze                 |
| Berlin mit den Ausbildungsorten - Nonnendamm 4 - Fruchtstr. 74 - Holzmarktstr. 53 - Friedrichstr. 37                                                                                     | Jüdische Gemeinde                           | Metallverarbeitung                          | 40                     |
| Berlin mit den Ausbildungsorten - Nonnendamm 4 - Fruchtstr. 74 - Holzmarktstr. 53 - Friedrichstr. 37                                                                                     | Jüdische Gemeinde                           | Schmelzschweißen                            | 50                     |
| Berlin mit den Ausbildungsorten - Nonnendamm 4 - Fruchtstr. 74 - Holzmarktstr. 53 - Friedrichstr. 37                                                                                     | Jüdische Gemeinde                           | Holzbearbeitung                             | 45                     |
| Berlin mit den Ausbildungsorten - Nonnendamm 4 - Fruchtstr. 74 - Holzmarktstr. 53 - Friedrichstr. 37                                                                                     | Jüdische Gemeinde                           | Bau- und Siedlungsarbeit                    | 40                     |
| Berlin mit den Ausbildungsorten - Nonnendamm 4 - Fruchtstr. 74 - Holzmarktstr. 53 - Friedrichstr. 37                                                                                     | Jüdische Gemeinde                           | Bauschlosserei                              | 50                     |
| Berlin mit den Ausbildungsorten - Nonnendamm 4 - Fruchtstr. 74 - Holzmarktstr. 53 - Friedrichstr. 37                                                                                     | Jüdische Gemeinde                           | 4 Schneiderkurse (Anmerkung II/2)           | 190                    |
| Berlin mit den Ausbildungsorten - Nonnendamm 4 - Fruchtstr. 74 - Holzmarktstr. 53 - Friedrichstr. 37                                                                                     | Jüdische Gemeinde                           | 2 Putzkurse                                 | 47                     |
| Berlin mit den Ausbildungsorten - Nonnendamm 4 - Fruchtstr. 74 - Holzmarktstr. 53 - Friedrichstr. 37                                                                                     | Jüdische Gemeinde                           | Frisierkursus                               | 10                     |
| Berlin-Niederschönhausen Wackenbergstr. 61–65 (Anmerkung II/4) (Buchholzer Straße 28–31) (Anmerkung II/4a)                                                                               | Reichsvertretung                            | Schlosserei                                 | 42                     |
| Berlin-Niederschönhausen Wackenbergstr. 61–65 (Anmerkung II/4) (Buchholzer Straße 28–31) (Anmerkung II/4a)                                                                               | Reichsvertretung                            | Tischlerei                                  | 43                     |
| Berlin-Niederschönhausen Wackenbergstr. 61–65 (Anmerkung II/4) (Buchholzer Straße 28–31) (Anmerkung II/4a)                                                                               | Reichsvertretung                            | Haushalt                                    |                        |
| Berlin-Niederschönhausen Wackenbergstr. 61–65 (Anmerkung II/4) (Buchholzer Straße 28–31) (Anmerkung II/4a)                                                                               | Gesellschaft ORT (Anmerkung II/3)           | Feinmechanik, Elektrotechnik, Klempnerei    | 220                    |
| Breslau | Synagogengemeinde (Anmerkung II/4)          | Lehrwerkstatt für Mechanik                  | 30                     |
| Darmstadt | Noʿar Aguddati                              | Schlosserei, Tischlerei (Anmerkung II/6)    | 30                     |
| Dortmund | Jüdische Religionsgemeinde (Anmerkung II/8) | Schlosserei, Schreinerei                    | 20                     |
| Frankfurt am Main (Anmerkung II/7) | Israelitische Gemeinde                      | Jüdische Anlernwerkstatt                    | 44                     |
| Frankfurt am Main (Anmerkung II/7) | Israelitische Gemeinde                      | Holzbearbeitung                             | 76                     |
| Frankfurt am Main (Anmerkung II/7) | Israelitische Gemeinde                      | Metallbearbeitung                           | 202                    |
| Hamburg (Anmerkung II/9) | Jüdischer Religionsverband                  | Tischlerei                                  | 5                      |
| Hamburg (Anmerkung II/9) | Jüdischer Religionsverband                  | Schlosserei                                 | 60                     |
| Hamburg (Anmerkung II/9) | Jüdischer Religionsverband                  | Schneiderei                                 | 30                     |
| Köln | Synagogengemeinde                           | Schreinerei                                 | 40                     |
| Köln | Synagogengemeinde                           | Schlosserei (Lehrwerkstatt)                 | 70                     |
| Leipzig | Synagogengemeinde                           | Schlosserei                                 | 21                     |
| Leipzig | Synagogengemeinde                           | Tischlerei                                  | 15                     |
| Leipzig | Synagogengemeinde                           | Feinmechanik                                | 13                     |
| Leipzig |                                             | Einzelstellen (Anmerkung II/10)             | 20                     |
| Mannheim-Neckarau | Synagogengemeinde (Anmerkung II/11)         | Schlosserei                                 | 45                     |
| Mannheim-Neckarau | Synagogengemeinde (Anmerkung II/11)         | Schreinerei                                 | 25                     |
| München | Jüdische Gemeinde                           | Schlosserei, Feinmechanik (Anmerkung II/12) | 105                    |
| |                                             | Gesamt                                      | 1.628 (Anmerkung II/1) |

#### Ausbildungsstätten und -orte für hauswirtschaftliche und pflegerische Berufe
| Hauswirtschaft, Kinderpflege und Erziehung                                       |                                                                                  |                                                                                  |                                                                                                |                   |
| Die Gesamtzahl der Plätze in 25 Ausbildungsstätten belief sich nach Phiebig auf: | Die Gesamtzahl der Plätze in 25 Ausbildungsstätten belief sich nach Phiebig auf: | Die Gesamtzahl der Plätze in 25 Ausbildungsstätten belief sich nach Phiebig auf: | Die Gesamtzahl der Plätze in 25 Ausbildungsstätten belief sich nach Phiebig auf:               | 877               |
| Hauswirtschaftseinrichtungen laut dem Flyer der Reichsvertretung                 |                                                                                  |                                                                                  |                                                                                                |                   |
| Ort                                                                              | Straße                                                                           | Einrichtung/Träger                                                               | Fach                                                                                           | Unterbringung     |
| Altona                                                                           | Grüne Str. 5                                                                     | Israelitisch-humanitärer Frauenverein für Hauswirtschaft und Kinderpflege        | Haushalt, Kindergarten, Hort                                                                   | extern            |
| Bad Kreuznach                                                                    |                                                                                  | Kinderheilstätte                                                                 | Haushalt, Stallarbeit                                                                          | intern            |
| Berlin                                                                           | Auguststr. 14/15                                                                 | Jüdische Haushaltungsschule                                                      | Haushalt                                                                                       | extern            |
| Berlin                                                                           | Auguststr. 14/15                                                                 | Mädchenvorlehre der Jüdischen Gemeinde                                           | Haushalt, Einführung in die Säuglingspflege                                                    | extern            |
| Berlin                                                                           | Auguststr. 14/15                                                                 | Jüdisches Kinder- und Jugendheim A[s]hawah                                       | Haushalt                                                                                       | intern            |
| Berlin                                                                           | Auguststr. 14/15                                                                 | Jüdische Kinderhilfe                                                             | Haushalt, Säuglings- und Kleinkinderpflege                                                     | extern            |
| Berlin                                                                           | Fehrbelliner Str. 92                                                             | Jüdisches Kinderheim                                                             | Haushalt, Kindergarten, Hort                                                                   | extern            |
| Berlin                                                                           | Wangenheimstr. 36 (Grunewald)                                                    | Kindergärtnerinnenseminar (Anmerkung IIIa/1)                                     | Haushalt und Kindergärtnerinnenseminar                                                         | intern und extern |
| Berlin                                                                           | Parkstr. 22 (Weißensee)                                                          | Israelitische Taubstummenanstalt                                                 | Haushalt, Hühnerzucht, Gartenarbeit                                                            | intern und extern |
| Berlin                                                                           | Wilmersdorfer Str. 94                                                            | Kinderpflege-Schule Frl. Wolffheim                                               | Kinderpflege                                                                                   | extern            |
| Berlin                                                                           | Moltkestr. 8/9 (Niederschönhausen)                                               | Säuglingsheim                                                                    | Säuglingspflege                                                                                | intern            |
| Berlin                                                                           | Iranische Straße 3                                                               | Jüdisches Krankenhaus                                                            | Säuglingspflege                                                                                | intern            |
| Breslau                                                                          | Kirschallee 36a                                                                  | Paula-Ollendorff- Haushaltungschule                                              | Haushalt                                                                                       | intern            |
| Caputh                                                                           | Potsdamer Str. 18                                                                | Jüdisches Kinder- und Landschulheim Caputh                                       | Haushalt                                                                                       | intern            |
| Frankfurt am Main                                                                | Quinckestr. 20 (heute: Königswarterstr.)                                         | Jüdische Haushaltungsschule                                                      | Hausgehilfin, Wirtschaftsbeamtin, Schneiderin                                                  | intern            |
| Frankfurt am Main                                                                | Taunusplatz 17                                                                   | Mädchen Grundlehre                                                               | Haushalt                                                                                       | intern und extern |
| Hamburg                                                                          | Heimhuder Str. 70                                                                | Beratungsstelle für jüdische Wirtschaftshilfe                                    | Haushalt, Schneiderei                                                                          | extern            |
| Hamburg                                                                          | Laufgraben 37                                                                    | Mädchenwaisenhaus Paulinenstift                                                  | Haushalt, Kleinkinderpflege                                                                    | intern            |
| Hamburg                                                                          | Johnsallee 54                                                                    | Mädchenseminar des Bachad (Anmerkung IIIa/2)                                     | Haushalt                                                                                       | extern            |
| Hamburg                                                                          | Bogenstr. 27                                                                     | Mädchen-Seminar des Noar Agudathi (Anmerkung IIIa/3)                             | Haushalt                                                                                       | extern            |
| Köln                                                                             | Aachener Str. 443 (Braunsfeld)                                                   | Abraham-Frank-Haus                                                               | Haushalt                                                                                       | intern und extern |
| Köln                                                                             | Bachemer Str. 5                                                                  | Kinderheim des jüdischen Frauenvereins                                           | Kinderpflege                                                                                   | extern            |
| Lehnitz                                                                          | Victoriastr. 19                                                                  | Erholungsheim                                                                    | Haushalt                                                                                       | intern            |
| München                                                                          | Antonienstr. 7                                                                   | Kinderheim der israelitischen Jugendhilfe                                        | Haushalt, Gartenarbeit Säuglings- und Kleinkinder- pflege, Kindergarten Wäscherei, Schneiderei | intern und extern |
| Neu-Isenburg                                                                     | Taunusstr. 9                                                                     | Heim des Jüdischen Frauenbundes                                                  | Haushalt, Kinder- und Säuglingspflege                                                          | intern            |
| Wolfratshausen                                                                   | Beuerberger Straße 11 (ehemaliges Hotel „Zur Kronmühle“)                         | Wirtschaftliche Frauenschule (Anmerkung IIIa/4)                                  | Haushalt, Gartenbau, Geflügelzucht, Milchverwertung                                            | intern            |

#### Die Gesamtzahl der Hachschara-Ausbildungsplätze
| Gesamtzahlen der Berufsausbildung am 31.12.1937                                                                     |                       |        |             |
| Im alten Reichsgebiet sind nur Personen gezählt, deren Berufsausbildung aus öffentlichen Mitteln unterstützt wurde. |                       |        |             |
| Deutschland (Altes Reichsgebiet)                                                                                    | Berufsausbildung      | 2.506  |             |
| Deutschland (Altes Reichsgebiet)                                                                                    | Umschichtung          | 1.440  | 3.946 (A 1) |
| Im Ausland |                       |        | 774         |
| Österreich (Mitte 1938)                                                                                             | Berufsausbildung Wien | 1.200  |             |
| Österreich (Mitte 1938)                                                                                             | Berufsausbildung Land | 350    | 1.550       |
| |                       | Gesamt | 6.270       |

#### Wohnheime
Bei den landwirtschaftlichen und gärtnerischen Ausbildungseinrichtungen (Tabelle I), die in dem Flyer der Reichsvertretung auch als Kollektivausbildungsstätten vorgestellt wurden, war das gemeinsame Arbeiten und Wohnen auf den Höfen die Regel. Anders sah es bei den überwiegend in größeren Städten angesiedelten Ausbildungsstätten für die Hauswirtschaft und Pflege oder die handwerklichen Berufe aus. Bei den hauswirtschaftlichen und pflegerischen Ausbildungsstätten war die Unterbringung der vorwiegend weiblichen Auszubildenden in vielen Fällen noch intern möglich, wie die Tabelle IIIa zeigt. Jüdische Krankenhäuser, Kinderheime oder Landschulheime konnten oft Unterkünfte zur Verfügung stellen, doch bei kleineren Einrichtungen war oft eine externe Unterbringung erforderlich, und dies galt ebenso für die Jugendlichen in den Werkstätten. Im Flyer der Reichsvertretung gab es deshalb auch eine Übersicht über die vornehmlich großstädtischen Wohnheime und der sie betreuenden Organisationen. Eine Angabe über die zur Verfügung stehenden Plätze fehlte allerdings.
| Wohnheime                               |                                             |                                               |
| Stadt                                   | Adresse                                     | Einweisende Organisation                      |
| Augsburg                                | Armenhausgasse B 121 a                      | Hechaluz                                      |
| Bamberg                                 | Zinkenwörth 17                              | Hechaluz                                      |
| Berlin                                  | Wallnertheatherstr. 20                      | Werkleute                                     |
| Berlin                                  | Rosenthaler Str. 26                         | Reichsvertretung                              |
| Berlin                                  | Rosenthaler Str. 26                         | Makkabi                                       |
| Berlin                                  | Prenzlauer Allee 6                          | Hechaluz                                      |
| Berlin                                  | Brückenstr. 14                              | Hechaluz                                      |
| Berlin                                  | Elsaßstraße 54                              | Jüdische Jugendhilfe (Frankfurt am Main 7)    |
| Berlin                                  | Mühlenstr. 24 (Pankow)                      | frei                                          |
| Beuthen                                 | Ring 24                                     | Werkleute                                     |
| Breslau                                 | Freiburger Str. 40                          | Hechaluz                                      |
| Frankfurt am Main (Frankfurt am Main 1) | Einhorngasse 1 (Frankfurt am Main 2)        | Hechaluz                                      |
| Frankfurt am Main (Frankfurt am Main 1) | Quinckestr. 21 (Frankfurt am Main 3)        | Bachad                                        |
| Frankfurt am Main (Frankfurt am Main 1) | Hans-Handwerk-Str. 30 (Frankfurt am Main 4) | Bachad                                        |
| Frankfurt am Main (Frankfurt am Main 1) | Wöhlerstr. 13 (Frankfurt am Main 5)         | Werkleute                                     |
| Frankfurt am Main (Frankfurt am Main 1) | Thüringer Str. 23                           | Noar Agudathi                                 |
| Frankfurt am Main (Frankfurt am Main 1) | Niedenau 25 (Frankfurt am Main 6)           | Beratungsstelle für jüdische Wirtschaftshilfe |
| Frankfurt am Main (Frankfurt am Main 1) | Mainzer Landstr. 36                         | Beratungsstelle für jüdische Wirtschaftshilfe |
| Hamburg                                 | Beneckestr. 6                               | Hechaluz                                      |
| Hamburg                                 | Schäferkampsallee 25                        | Hechaluz                                      |
| Hamburg                                 | Klosteralle 9                               | Bachad                                        |
| Hermsdorf                               | Elsestr. 38                                 | Hechaluz                                      |
| Köln                                    | Brüsseler Str. 87                           | Werkleute                                     |
| Köln                                    | Lützowstr. 39                               | Hechaluz                                      |
| Leipzig                                 | Elsterstr. 7                                | Hechaluz                                      |
| Leipzig                                 | Gottschedstr. 38                            | Bachad                                        |
| Lübeck                                  | Sophienstr. 10                              | Bachad                                        |
| Magdeburg                               | Knochenhauer Ufer 21                        | Bachad                                        |
| Mannheim                                | B 6 20                                      | Hechaluz und Jüdische Jugendhilfe             |
| Mannheim                                | F 1/11                                      | Bachad                                        |
| München                                 | Landwehrstr. 68                             | Hechaluz                                      |
| München                                 | Wagnerstr. 3                                | frei                                          |
| Nürnberg                                | Lindenaststr. 3                             | Hechaluz                                      |
| Regensburg                              | Weißenburgstr. 31                           | Hechaluz                                      |
| Stuttgart                               | Gartenstr. 30                               | Hechaluz                                      |
| Stuttgart                               | Lehrlingsheim                               | frei                                          |

‚‘

#### Schulische Einrichtungen
Der Flyer der Reichsvertretung enthält noch eine kleine Gruppe über „Die dem 9. Schuljahr gleichgestellte Einrichungen ohne handwerkliche oder gärtnerische Anleitung, die mit Internat verbunden sind“. Im Buch selber werden sie, im Gegensatz zu den Berufsfeldern, nicht gesondert dargestellt; drei der vier Einrichtungen waren religiös geprägt:
- Frankfurt am Main
  - Die Jeschiva, eine jüdische Talmudhochschule, unter der Leitung des orthodoxen Rabbiners Jakob Hoffmann in der Theobald-Christ-Str. 6.[13]
  - Die Thora-Lehranstalt (Jeschiva) des „Rabbiners Dr. Brauer“ in der Palmstr. 11.
- Die Jeschiva des „Rabbiners Dr. L. Cahn“ in Fulda: „Dr. Leo Cahn (Rabbiner in Fulda von 1919 bis 1939), geb. 1889 in Fulda; war zunächst Rabbinatsassessor, ab 1919 als Nachfolger seines Vaters als Provinzialrabbiner in Fulda; emigríerte mit seiner Familie nach der Pogromnacht 1938 nach England, von dort im folgenden Jahr nach Palästina/Erez Israel; gest. 1959 in Bnei Brak/Israel.“[14] Cahns Wahl von Bnei Braq als Wohnsitz in Palästina spricht auch in diesem Fall für eine streng orthodoxe Einrichtung.

Bei der vierten Einrichtung dürfte es sich um eine weniger religiös geprägte gehandelt haben:
- Berlin, Kantstr. 158: „Mittlerenschule, Vorbereitung für Jugendalijah“. Träger war laut Flyer wohl die Jüdische Jugendhilfe, und eine „Unterbringung im Beth-Chaluz“ wurde als möglich in Aussicht gestellt.

### Hachschara-Einrichtungen auf dem Gebiet des Deutschen Reichs
Die Statistiken von Phiebig und der Flyer der Reichsvertretung geben wieder, welche Hachschara-Einrichtungen Ende 1937 / Anfang 1938 bestanden haben. In den nachfolgenden Darstellungen werden aber häufig auch Einrichtungen erwähnt, die in den beiden Quellen nicht mehr vorkommen. Das liegt daran, dass viele Einrichtungen aus den 1920er Jahren sich schon längst aufgelöst hatten oder vom NS-Regime zur Aufgabe gezwungen worden waren.

#### Baden-Württemberg
- In Diersburg bei Offenburg wurden ab 1934 landwirtschaftliche Kurse angeboten.[15][16]
- Halsberger Hachschara auf dem zu Schöntal gehörenden Gut Halsberg.[17]
- Hachschara-Zentrum Heilbronn. Über diese von Phiebig als Hechaluz-Einrichtung mit 15 Auszubildenden am 1. August 1938 erwähnte Einrichtung gibt es bislang keine weiteren Hinweise.
- Jüdisches Landschulheim Herrlingen war als Hachschara-Stätte anerkannt.[18]
- Landwirtschaftliches Lehrgut Lehrensteinsfeld. Die Einrichtung war in der ehemaligen jüdischen Schule untergebracht.[19]
- Der Markenhof war eine frühe Einrichtung, die von 1919 bis 1925 bestand. Der Markenhof befand sich im Besitz von Konrad Goldmann, der mit der Leitung der Einrichtung Alexander Moch[20] beauftragt hatte. Moch hatte seine Ausbildung an der Israelitischen Gartenbauschule Ahlem erhalten und leitete von 1932 bis 1940 das Landwerk Neuendorf.[21]
- In Mannheim wurde 1936 eine Anlernwerkstätte für jüdische Schreiner und Schlosser gegründet.[15]
- Das Lehrgut Sennfeld (1936 bis 1939) war nach Phiebig eine Einrichtung der Werkleute (Bund jüdische Jugend).

#### Bayern
- Über eine Hachscharastätte in der „orthodoxen Landgemeinde“[22] Aschbach im Landkreis Bamberg berichtete Mosche Unna.[23] Die Einrichtung dieser Stätte sei auf den Kreis gesetzestreuer Blau-Weisser im jüdischen Wanderbund Blau-Weiss zurückgegangen, eines religiösen Flügels des Bundes. Einer der Organisatoren sei Leo Bamberger gewesen, der dem 1925 bis 1926 existierenden Kreis bereits in Berlin angehört habe.

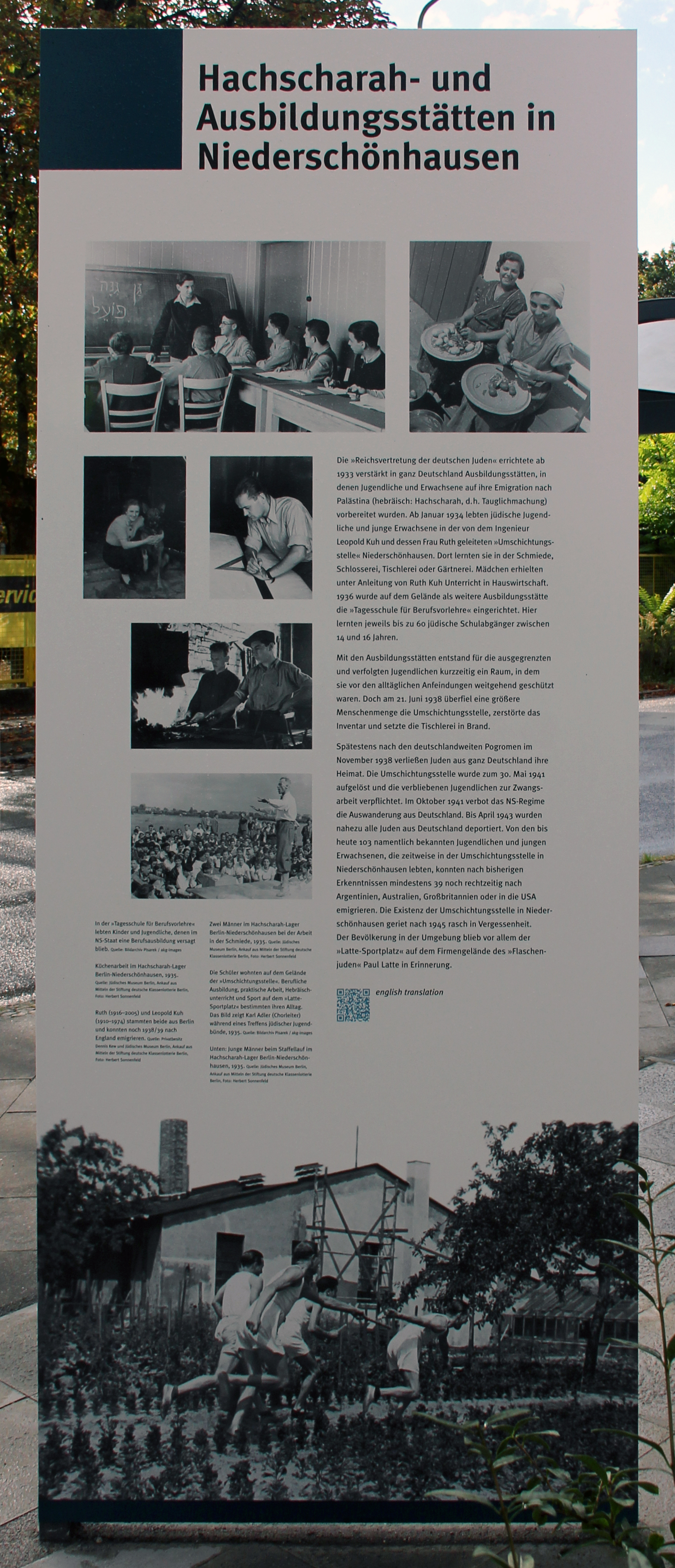
Gedenktafel, Selma-und-Paul-Latte-Platz, Berlin-Niederschönhausen

Über die von Unna erwähnte Hachscharastätte in Aschbach finden sich weder Hinweise auf der bereits zitierten Website von haGalil.com noch auf der Seite über Aschbach als eine der jüdischen Gemeinden im deutschen Sprachraum.[24] Auf beiden Seiten wird aber eine andere Hachscharastätte vorgestellt: „Ab Januar 1946 hielten sich in Aschbach ca. 100 Displaced Persons (eine Gruppe orthodox-religiöser Anhänger der Misrachi-Bewegung) auf, die sich hier auf die Ausreise nach Palästina vorbereiteten und in der Landwirtschaft Grundkenntnisse erhielten; untergebracht waren sie im Aschbacher Schloss. Im Frühjahr 1948 wanderte die sich hier zusammengefundene Kibbuzgemeinschaft („Laejwer Hajardejn“) geschlossen aus.“[24][25] In dem im Aschbacher Schloss untergebrachten Kibbuz „wurden die bis zu 100 Kibbuzniks in Agrikultur und Obstanbau unterrichtet. Zudem erhielten sie Grundkenntnisse in Milchwirtschaft und Geflügelzucht vermittelt.“[22]
- Fischach
- Gut Bannacker

#### Berlin
- Lehrwerkstätten für weibliches Handwerk. Diese als Arbeitsschule konzipierte Einrichtung wurde am 10. November 1920 in der Meraner Straße 11 in Berlin eröffnet. Ihre Zielgruppe waren Mädchen ab dem 14. Lebensjahr, denen unter anderem eine praktische Ausbildung im Entwerfen und Anfertigen von Stickereien und Batiken, dem Anfertigen von kunstgewerblichen Gegenständen und dem Buchbinden vermittelt werden sollte. Da hierfür Kundenaufträge übernommen werden sollten, ergab sich auch eine bescheidene Einnahmequelle.
Es gab daneben auch einen allgemeinen Unterricht mit einem Schwerpunkt auf Sprachen, in dem Englisch und Hebräisch im Zentrum stand. Für den Sommer des Jahres 1921 war geplant, die Schule in ein eigenes Heim in einem Vorort von Berlin zu verlegen, „wo die älteren Schülerinnen Gelegenheit finden sollen, die Haushaltung und etwas Gartenbau zu erlernen“.[26]
- Eine frühe Einrichtung hier wird von Ulrich Tromm unter Bezug auf das zuvor erwähnte Rundschreiben des Praktikantenamtes des Blau-Weiss, Berlin, 10. Juli 1924, aufgeführt.[17]
- Die Flaschenfabrik von Selma Latte und Paul Latte in Berlin-Niederschönhausen, auf deren Gelände es einen Hachschara-Ausbildungsbetrieb im Handwerk gab.[27] Die Geschichte des ehemaligen Hachscharah-Lagers an der Buchholzer Straße 23–31 im Ortsteil Niederschönhausen steht beispielhaft für die Selbstbehauptung der von Diskriminierung und Ausgrenzung bedrohten jüdischen Bevölkerung.[28]

#### Brandenburg
In Brandenburg gab es folgende Hachschara-Stätten
- Landwerk Altkarbe in der Neumark, heute Polen, bestand zwischen 1933 und 1936 auf dem Gut eines jüdischen Landwirts. Die Auszubildenden kamen überwiegend aus dem Makkabi Hazair und gehörten nach ihrer Emigration zu den Gründern des Kibbuz Maʿayan Zvi in der Region von Haifa.
- Landwerk Ahrensdorf bei Trebbin (1936–1941)[30]
- Bad Belzig. Das Wissen über die dortige Hachschara-Einrichtung verdankt sich weitgehend einem Zufallsfund im Jahre 2019 beim Umbau einer Villa: „Auf dem Dachboden, im Gebälk versteckt, entdeckte der Dachdecker und ehrenamtliche Mitarbeiter der Landesarchäologe Sieghard Wolter aus Brandenburg ein Bündel von Papieren, Broschüren und Büchern. Es stellte sich heraus, dass es sich um Unterlagen verschiedener jüdischer Jugendorganisationen vom Anfang der 1930er Jahre handelt. Diese dezidiert kommunistischen Gruppen – unter den Schriftstücken waren auch ein Hammer-und-Sichel-Motiv und ein hebräisch beschriftetes Karl-Marx-Porträt – bereiteten sich damals angesichts des zunehmenden Antisemitismus auf eine Zukunft in Palästina vor. Dafür gab es im Umkreis von Berlin eine ganze Reihe so genannter Hachschara-(„Vorbereitungs“)Stätten, an denen Gartenbau und Landwirtschaft gelernt werden konnte – so auch die Villa eines Kaufmannes in Belzig.“[31] Die Auswertung und Aufbereitung der Belziger Funde erfolgt im Rahmen des Projekts Nationaljüdische Jugendkultur und zionistische Erziehung in Deutschland und Palästina zwischen den Weltkriegen an der TU Braunschweig (siehe: Hachschara-Forschung).[32] Dort weist man allerdings darauf hin, „dass die Zuschreibung des Denkmalamtes, es habe sich in Belzig um „dezidiert kommunistische Gruppen“ gehandelt, falsch ist bzw. nur einen Teil des Fundes beschreibt, der neben kommunistischen Schriften vor allem zionistisch-chaluzische Periodika umfasst. Der Bestand beinhaltet außerdem sozialistische, freiwirtschaftliche und trotzkistische Literatur, ist also weit differenzierter.“
- Dragebruch (Kreis Friedeberg Nm., Provinz Brandenburg bzw. ab 1938 Provinz Pommern) (heute: Drawiny)[33]
- Eichow, „Neue Feldschneidermühle“, heute Gemeinde Kolkwitz, bei Cottbus (bis 1941)[34]
- Elshof bei Rathenow war eine aus der Misrachi-Bewegung hervorgegangene Hachscharastätte, die allerdings nur von Anfang Februar 1925 bis Mitte 1926 existierte. Laut einer Meldung in der Jüdischen Rundschau vom 16. Januar 1925 sollten auf dem Gut 8 bis 10 Chaluzim und 3 bis 4 Chaluzoth innerhalb von eineinhalb bis zwei Jahren Lehrzeit eine landwirtschaftliche, gärtnerische oder hauswirtschaftliche Ausbildung erhalten. Ackerbau und Milchwirtschaft sollten Schwerpunkte der landwirtschaftlichen Ausbildung sein und die Absolventen befähigen, „sich sofort eine selbständige Existenz in Palästina zu schaffen“.[35]
Mosche Unna, der zur gleichen Zeit das ebenfalls der Misrachi-Bewegung nahegestandene Lehrgut in Betzenrod (siehe Hessen) leitete, vermutete, dass Geldmangel zur vorzeitigen Aufgabe des Elshofes als Lehrgut führte.[36] Auf der Website des heute noch existierenden Landguts Elshof finden sich keine Hinweise über dessen Episode als Hachscharastätte.[37]
- Heinersdorf bei Landsberg (Kreis Landsberg (Warthe), Provinz Brandenburg) (heute: Chwalęcice)[33]
- das Landwirtschaftliche Gut der Kupfer- und Messingwerke Hirsch bei Eberswalde[38] war eine der frühesten deutschen Hachscharastätten: „1917 – 1924/25 organisierte der junge Siegmund Hirsch, unter der Leitung von S. Dyck und S. Weinberg ein Zentrum für Hachschara. Die jungen Chaluzim (Pioniere) wurden als Landwirte und Gärtner ausgebildet. Es waren überwiegend Ostjuden, aber auch Blau – Weiße (Westjuden) waren darunter.“[39]
- Landwerk Halbe
- Hachschara-Lager Jessen (auch Jessen Mühle) bei Sorau in der Niederlausitz: „Einer der wenigen, die im Untergrund bis zur Befreiung überlebten, war der spätere TV-Moderator Hans Rosenthal, zuvor ‚auf Hachschara‘ in Jessen in der Niederlausitz.“[40] (ab 1937)
- Landwerk Neuendorf bei Fürstenwalde (1932–1943)[41]
- Polenzwerder bei Eberswalde war eine vom Betar betriebene Einrichtung. Sie befand sich in einer ehemaligen Ziegelei und bestand von 1937 bis vermutlich 1940/41.[42] Bei den Pogromen im November 1938 tauchte in Polenzwerder „die Gestapo auf, alle mussten sich auf den Boden legen und zählen lassen. Eines der Häuser auf dem Gut ging in Flammen auf.“[40]
- Rüdnitz, Hof Wecker, bei Bernau (bis 1941)[43] „In so genannten Hachschara-Zentren wurden die 14- bis 17-jährigen jüdischen Jugendlichen, die sich in die Jugend-Aliyah einschrieben, um Deutschland Richtung Palästina zu verlassen, auf ihr dortiges Leben vorbereitet. Das Gut Rüdnitz an der Bahnlinie Berlin–Eberswalde war das erste Vorbereitungszentrum. Es folgten unter anderem Ahrensdorf bei Trebbin, Schiebinchen (Sommerfeld/Niederlausitz), Polenzwerder bei Eberswalde, Gut Winkel bei Fürstenwalde, Kibbuz Rissen bei Hamburg, Kibbuz Jägerlust bei Flensburg, Gehringshof bei Fulda. Hinzu kamen Jugend-Aliyah-Schulen in Köln und Berlin.“[44] Einen Einblick in die Arbeitsabläufe in Rüdnitz gibt Schmarjahu (Siegfried) Marx (1918–2011), der von Juni bis November 1935 hier Jugendliche bei den landwirtschaftlichen Arbeiten anleitete.[45] 1934/1935 wurden nachweislich bis zu 60 Personen im Hof Wecker ausgebildet.[46]
- Auf dem Rittergut in Schniebinchen bei Sommerfeld, welches heute ein Teil der Landgemeinde Gmina Lubomino[47] (bis 1941) ist, gab es seit 1932 eine Hachschara.[48] Die letzten beiden Leiter von Schniebinchen, Alfred Cohn und Ludwig Kuttner, waren zuvor Lehrer an der Privaten Waldschule Kaliski in Berlin.[49]
- Auf dem Gebiet der heutigen Gemeinde Spreenhagen befanden sich mehrere Hachschara-Einrichtungen:
  - Skaby (Kreis Beeskow) vorrangig für junge Ehepaare (evtl. bis 1943)
  - Gut Winkel wurde von 1935 bis zu seiner Auflösung im Juni 1941 von Martin Gerson geleitet.[50]
- Landwerk Steckelsdorf bei Rathenow[51][52] (1934–1942/43)

#### Hamburg
In den Hamburger Hachschara-Einrichtungen hatten bis 1938 etwa 800 Jugendliche ihre Ausbildung abgeschlossen.
- Landwirtschaftsschule Schalom in Neugraben.[54] Die Schule war eine Einrichtung des Bachad.
- Jugendwohnheim (Bet Chaluz) des Hechaluz in der Beneckestraße (seit Juni 1932). „Das Bet Chaluz in der Beneckestraße wurde zu einem Zentrum jüdischer Jugendkultur – und zu einem besonderen Ziel des Novemberpogroms 1938.“[53]
- Seit Juni 1933 gab es Ausbildungsplätze in einer Tischlerei in der Emilienstr. und in der Siedlerschule Wilhelminenhöhe (Blankenese). Letztere wurde im Frühjahr 1934 wegen ihrer zionistischen Ausrichtung eingestellt und stattdessen ein Ausbildungslehrgang für Gärtner eingerichtet.[53]
- Für die Betreuung der Ausbildungsteilnehmer, die älter als 18 Jahre alt waren, existierten mehrere Betreuungszentren:
  - Kibbuz ʿEjn Chajim („Quell des Lebens“) in Hamburg-Rissen (ab August 1933) im Tinsdaler Kirchenweg 245.[55]
  - Kibbuz Schachal war eine Einrichtung des Bachad in der ehemaligen Villa eines jüdischen Zahnarztes am Blankeneser Steubenweg 36 (heute Grotiusweg 36)[56]
  - Charut-Cherut in der Frenssenstraße 13 (heute Anne-Frank-Straße), Blankenese.
- Für Teilnehmer der Mittleren-Hachschara bestanden Wohnheime in der Schäferkampsallee (ab Februar 1936) und in der Klosterallee (ab Mai 1937).
- „Handwerkliche Ausbildungen boten die Lehrwerkstätten für Tischler und Schlosser in der Weidenallee, die von der Deutsch-Israelitische Gemeinde zu Hamburg (DIG) im März 1934 eingerichtet worden waren.“[53]
- Für Mädchen gab es seit März 1934 Ausbildungsgänge – vorwiegend in praktischer Hauswirtschaft – „in der Jüdischen Haushaltungsschule in Zusammenarbeit mit der Jüdischen Fachschule für Schneiderinnen (Heimhuderstr.), interne in der Internatsschule des Mädchenwaisenhauses (Laufgraben)“.[53]
- Seit Mai 1935 betrieb der Bachad eine religiöse Lehrschule für Mädchen in der Johnsallee.
- Seit Februar 1935 betrieb der Noʿar Aguddati ebenfalls eine Ausbildungsstätte für Mädchen in der Werderstraße, der Flyer der Reichsvereinigung nannte 1938 allerdings die Bogenstr. 27 als Adresse des Mädchenseminars des Noʿar Aguddati.

#### Hessen
- Frankfurt am Main
  - In Phiebigs obiger Tabelle mit den landwirtschaftlichen und gärtnerischen Ausbildungsstätten ist auch der Hinweis „Frankfurt am Main, Jüdische Landwirtschaft“ mit 44 Plätzen enthalten. Um welche Ausbildungsstätte es sich dabei gehandelt haben soll, ist ungeklärt. Es gab zwar einen „Verein Jüdische Landwirtschaft“ mit dem Sitz in Frankfurt, aber der gehörte zu den Trägern des Gehringshofs und dessen Vorgängereinrichtungen.[57] Der Gehringshof aber wird von Phiebig getrennt von der Frankfurter Einrichtung aufgeführt.
Allerdings berichtet Knut Bergbauer von Initiativen zur Gründung von Gartenbauschulen und Lehrfarmen für Mädchen und Frauen in den Jahren 1919/20. Ein Versuch habe in Frankfurt gestartet, ein weiterer in Opladen.[58] In der von Bergbauer zitierten Jüdischen Rundschau findet sich dazu der Hinweis, dass die Frankfurter Gartenbauschule für Mädchen von der Zionistischen Vereinigung Frankfurt am Main. getragen wurde und die Nachfolge eines im Vorjahr durchgeführten Gartenbaukurses für Frauen und Mädchen antreten sollte. Da dieser Kurs nur unzureichend untergebracht war, sollte nun ein neuer Versuch starten. Dafür war der Vereinigung ein Landhaus bei Oberursel zur Verfügung gestellt worden. Zum Kursprogramm hieß es in dem Artikel: „Der Wirtschaftsbetrieb, der unter der Führung der erprobten Leiterin des vorjährigen Kursus stehen soll, wird nicht nur Gartenbau und seine Nebenzweige umfassen, sondern auch Kleintierzucht und Hauswirtschaft. Die Teilnehmerinnen werden in dem Landhaus wohnen und dort gemeinschaftliche streng-rituelle Küche führen. Neben der Arbeit im Freien geht ein theoretischer Unterrichtskursus.“[59] Über die weitere Entwicklung dieser Gartenbauschule gibt es keine Hinweise.
Seit 1933 fand in Frankfurt unter dem Dach der Jüdischen Beratungsstelle für Wirtschaftshilfe und in enger Verzahnung mit der Jüdischen Anlernwerkstatt (siehe dort) auch eine gärtnerische Ausbildung statt, die Jungen und Mädchen offen stand.
  - Jüdische Anlernwerkstatt Frankfurt (1933–1942)
  - Jüdische Haushaltungsschule Frankfurt. Die Jüdische Haushaltungsschule in der heutigen Königswarterstraße war eine seit 1897 bestehende Einrichtung und diente ursprünglich dem Zweck, Frauen für die Hauswirtschaft als Beruf zu qualifizieren. Nach der Machtübernahme durch die Nationalsozialisten veränderte sich aber die Zielrichtung und die Vorbereitung für eine Auswanderung gewann an Gewicht.
- Gehringshof bei Fulda mit seinen Vorläufern in Betzenrod (Ortsteil von Eiterfeld)[60] und Rodges (Kibbuz Haddatih). Betzenrod und Rodges sind eng mit dem Wirken von Mosche Unna verbunden.[61]
In Rodges ausgebildete Chaluzim siedelten zunächst Petach Tikwa und gehörten 1937 zu den Gründern der Turm-und-Palisaden-Siedlung Tirat Zvi.[62]
- Grüsen im Landkreis Waldeck-Frankenberg
- Külte
- Löhnberger Hütte bei Weilburg[63]
- Für das Jahr 1924 gibt es Hinweise auf zwei weitere Hachschara-Stätten in
  - Wiesbaden-Biebrich und
  - Wiesbaden-Schierstein, die beide in Regie des Verbands Blau-Weiß betrieben wurden.[17]

#### Mecklenburg-Vorpommern
- Freienstein, heute ein Ortsteil von Blankensee (Vorpommern), soll nach Albert J. Fiebig am 1. August 1938 über eine von Makkabi betreute landwirtschaftliche oder gärtnerische Ausbildungsstätte verfügt haben, in der 27 Personen ausgebildet wurden.[64]
- Hagenow. Über die weniger bekannte Hachschara-Einrichtung hier heißt es auf der Website Die Juden von Mecklenburg: „Zu Beginn des Nationalsozialismus gab es 1933 unterschiedlichen Angaben zufolge noch zwischen 11 und 18 Juden in Hagenow. Wie überall in den Mecklenburger Städten und ganz Deutschland gab es auch in Hagenow die übliche Verfolgung und Demütigung der jüdischen Einwohner. Der Gemeindevorsteher Samuel Meinungen, sich der schlechten Zukunftschancen für jüdische Kinder und Jugendliche in Deutschland offensichtlich bewusst, richtete in Hagenow zu dieser Zeit ein sogenanntes Hachschara-Lager ein, in dem die Zöglinge in Vorbereitung auf die Auswanderung nach Palästina eine landwirtschaftliche Ausbildung erhielten. So wurden hier im Zeitraum von 1933 bis 1935 insgesamt zwölf Lehrlinge ausgebildet. Sie mussten jedoch Hagenow wieder verlassen, nachdem von Nationalsozialisten angestachelte Hagenower Bürger dagegen protestiert hatten.“[65]

#### Niedersachsen
- Israelitische Gartenbauschule Ahlem bei Hannover, die ursprünglich nicht zionistisch ausgerichtet war
- Kibbuz Cheruth bei Hameln[66] „In Hameln richtete der Hechaluz 1926 eine erste gemeinsame Hachschara-Stätte (Kibbutz-Hachschara) ein, die meisten Teilnehmer waren Mitglieder des zionistischen Jugendbundes ‚Brith Haolim‘. Den Namen ‚Cheruth‘ (Freiheit) gab sich die Gruppe selbst, der Bezug zu Bubers Rede ‚Cheruth‘ aus dem Jahr 1919 ist jedoch umstritten. 1928 wanderten die Ersten der Gruppe ‚Cheruth‘ aus und gründeten gemeinsam mit Chaluzim aus Osteuropa den Kibbutz Givʿat Brenner bei Rechovot.“[67]
- In Wolfenbüttel bestand seit der ersten Hälfte der 1920er Jahre und schon vor der Gründung des Kibbuz Cheruth eine Hachscharastätte mit dem Schwerpunkt Gärtnerei. Über ihre Existenz gibt es bislang nur indirekte Hinweise, so im Zusammenhang mit dem wohl prominentesten dortigen Gärtnerlehrling, Hans Jonas. Über ihn heißt es in einem Dokument des Suhrkamp Verlags: „1923: März bis Oktober landwirtschaftliche Ausbildung (Hachschara) in Wolfenbüttel als Vorbereitung für die Auswanderung nach Palästina. Beschluß der Fortsetzung des Studiums in Deutschland. Studienjahr 1923/24 in Freiburg.“[68] Ebenfalls eine landwirtschaftlich-gärtnerische Ausbildung in Wolfenbüttel absolvierte Hans Beyth und mit hoher Wahrscheinlichkeit auch Hugo Rosenthal.[69]
Mosche Unna sieht die Hachscharastätten in Hameln und in Wolfenbüttel in der Tradition des Jung-Jüdischen Wanderbundes (J.J.W.B.) und des Brith Haolim (Bund der Auswanderer): „Die Initiatoren waren Blau-Weisse, die sich vom Blau-Weiss getrennt und dem J.J.W.B. angeschlossen hatten. Bei dieser Jugend war die Einstellung zu religiösen Fragen im allgemeinen positiver als im Blau-Weiß. Die Gründer konnten sich auf zwei damals schon bestehende Hachscharazentren stützen, Hameln und Wolfenbüttel.“[70]

#### Nordrhein-Westfalen
- Dietkirchener Hof in Urfeld
- Umschulungslager Bielefelder Schloßhofstraße (1939–1943).[71] Wie das Lager am Grünen Weg in Paderborn wurde auch Bielefeld Auffanglager für frühere Auszubildende auf dem Gut Ellguth-Steinau (siehe Schlesien).[72]
- Jüdisches Umschulungs- und Einsatzlager am Grünen Weg in Paderborn. „Dieses Lager wurde Ende Juni 1939 als sogenanntes Hachscharah-Kibbuz gegründet. In einem Vertrag zwischen der „Reichsvereinigung der deutschen Juden“ und der Stadt Paderborn war das Grundstück am Grünen Weg „unentgeltlich zur Verfügung gestellt worden, damit im Zuge der jüdischen Selbsthilfe junge Juden zu ‚körperlicher, vorwiegend landwirtschaftlicher und gärtnerischer Arbeit als Vorbereitung ihrer Auswanderung‘ ausgebildet werden konnten“. Das Hachscharah-Kibbuz unterstand dem deutschen Landesverband der Hechaluz.“[73] Das Lager existierte bis 1943[74]
„Das Umschulungslager ‚Grüner Weg‘ wurde im Juni 1941 in ein sogenanntes ‚Ersatzlager‘, ein Arbeitslager für hundert Personen, umgewandelt.“[75] Hierhin kamen nach dessen Auflösung viele Auszubildende aus dem 1940/41 aufgelösten Gut Ellguth-Steinau (siehe Schlesien), allerdings oft mit fatalen Folgen, denn „die Wege, die von Ellguth aus nach Paderborn führten, [endeten] meist in Konzentrations- und Vernichtungslagern“.[76]
- Kibbuz Westerbeck – Hof Stern in Westerkappeln, Bauerschaft Westerbeck. Gestützt auf Akten im NRW-Landesarchiv berichtete Gisbert Strotdrees 2015 in der Jüdischen Allgemeinen: „Die Brüder Stern verpachteten den Hof 1933 an die Reichsvereinigung der Juden in Deutschland. Die überließ ihn für wenig Geld dem Pfadfinderbund »Makkabi Hazaʿir«, der dann in Westerbeck fünf Jahre lang, wie es in einem Dokument heißt, »eine Ausbildungsstätte für jüdische Jungen und Mädchen zur Auswanderung nach Palästina« betrieb. In der Pogromnacht 1938 wurde der Hof überfallen. Rudolf Stern, dessen Bruder Leo gut sechs Monate vorher gestorben war, wurde verhaftet, nach Buchenwald deportiert und drangsaliert. Auf rissigem, dünnen Nachkriegspapier schreibt Stern später im Zuge des Entschädigungsverfahrens: »Während meiner Inhaftierung 1938 im KZ Buchenwald zwang mich die Gestapo – um lebend wieder aus dem Konzentrationslager herauszukommen –, den Hof durch einen Auktionator verkaufen zu lassen.«“[77]
Im Jüdischen Gemeindeblatt für das Gebiet der Rheinpfalz wird Westerbeck als Einrichtung der Mittleren Hachschara vorgestellt.[9]
- Knut Bergbauer berichtet von einer Initiative zur Gründung eines Lehrgutes für Mädchen und Frauen in den Jahren 1919/20 in Opladen. Hier „hatte Gertrude Brünn einen Gärtnerei-Betrieb gekauft und bildete darin junge jüdische Frauen aus“.[78] Nach einem von Bergbauer zitierten Bericht einer Teilnehmerin lagen die Schwerpunkte der Ausbildung in den Bereichen Landwirtschaft, Gärtnerei und Hauswirtschaft, wobei unter den Teilnehmerinnen selber viele Mitglieder des jüdischen Wanderbundes Blau-Weiß gewesen seien. 1920 habe Franz Kafka zuerst seine Schwester Ottla und dann seine Freundin Minze Eisner, die dann aber eine Gärtnerlehre in Pommern begann[79], auf die Ausbildungsmöglichkeiten in Opladen aufmerksam gemacht.[78]
 Das Lehrgut wurde 1921 von Elfriede Bambus (1887–1957) übernommen, die das Projekt 1924 wegen Überschuldung aufgeben musste[78] und 1925 mit ihrer Familie nach Palästina zurückkehrte, wo sie sich vor ihrer Zeit in Opladen schon einmal aufgehalten hatte.[80] Claudia Prestel hob allerdings hervor, dass es nicht nur finanzielle Probleme waren, die Elfriede Bambus in Opladen zur Aufgabe zwangen: „Die Ausbildung der Kolonistinnen aus den Kreisen der intellektuellen urbanen Schicht stieß bei der zionistischen Führung in Deutschland auf keine große Unterstützung, da sie den ‚eigenen männlichen Identifikationsradius‘ berührte. […] Zionistische Organisationen unterstützten sie nicht, obwohl Bambus genau das tat, was der Rhetorik zufolge für die Kolonisierung Palästinas notwendig war, nämlich Bäuerinnen auszubilden.“[81]

#### Ostpreußen
- Gut Baugstkorallen.[82]
- Lehrgut Lobitten im heutigen Lugowskoje (Kaliningrad). Hubertus Fischer bezeichnet es als „‚freies‘ jüdisches Lehrgut in Ostpreußen während der NS-Zeit (1934–1939)“.[83]

#### Sachsen
- Von Albert J. Phiebig (siehe oben) stammt der Hinweis auf eine Einrichtung zur gärtnerischen Vorlehre in Leipzig, in der am 1. August 1938 15 Jugendliche ausgebildet worden seien. Weitere Informationen über diese Einrichtung liegen bislang nicht vor und ebenso wenig über die von ihm erwähnten Ausbildungsstätten für handwerkliche Berufe in der Trägerschaft der Synagogengemeinde.

#### Sachsen-Anhalt
- Bomsdorf (Gräfenhainichen)
- Halberstadt – Phiebig führt eine von der Noar Agudati (siehe oben) geführte Ausbildungsstätte in Halberstadt an, die am 1. August 1938 von 24 Auszubildenden besucht worden sei (siehe oben). Weitere Hinweise auf diese Einrichtung sind kaum zu finden. Auf einer Website über Frankfurter jüdische Krankenschwestern wird eine Fanny Ansbacher erwähnt, die sich 1937/1938 zur Hachschara nach Hamburg und Halberstadt begeben habe.[84] Eine Publikation aus dem Jahre 2016 legt nahe, dass es sich dabei um eine Einrichtung an der Hascharath Zwi Schule in Halberstadt (1796–1942) gehandelt haben könnte. In deren Umfeld seien nach 1933 für Auswanderer Hebräisch- und Englischkurse eingerichtet und mehrwöchige Lehrgänge zum Erlernen einer landwirtschaftlichen oder handwerklichen Tätigkeit organisiert worden. Allerdings habe „ab 1934 die Agudat Israel und die zionistische Bewegung für Unruhe unter den Jugendlichen [gesorgt], da sie für die Auswanderung nach ‚Erez Israel‘ warben, was zu Auseinandersetzungen mit denen führte, die sie ablehnten. Die Situation beruhigte sich erst als der Schulvorstand und der erste Gemeindevorsitzende Hermann Silberberg am 21. Februar 1934 bei einer Zusammenkunft der Vertreter der Jugendverbände eingriffen und diese eindringlich ermahnten, die Erziehungsangelegenheiten den Eltern und der Schule zu überlassen, woraufhin die Jugendorganisationen im Interesse der Kinder ihre Zusammenarbeit zusicherten.“[85] 1937 sei die Schule von 42 Schülerinnen und Schülern besucht worden, ob dazu auch die von Phiebig erwähnten 24 Hachschara-Absolventen zählten und ob es überhaupt noch fortlaufende Hachschara-Aktivitäten an der Schule gab, wird bei Reupke nicht thematisiert.
- Hachschara-Lager Havelberg[86] – In einer Suchanzeige des Jüdischen Museums Berlin aus dem Jahre 2010 wird um Informationen zum „Hachschara-Lager Havelberg (Jagdgehöft Barella)“ und dessen „ehemaligen Leitern (Siegfried Freund, Artur Posnanski, Richard Horn, Heinz Berg und Hilde Nathan)“ gebeten, das „zwischen 1935 und 1941 in Havelberg am Damlacker Weg existierte und sowohl Jungen als auch Mädchen auf die Auswanderung nach Palästina vorbereitet“.[87]
Das zuvor erwähnte Jagdgehöft Barella gehörte dem jüdischen Rechtsanwalt Siegfried Freund aus Berlin, der es für den Hachschara-Kibbuz zur Verfügung stellte und ihn anfangs auch leitete.[88] Über Freunds weiteres Schicksal liegen keine Erkenntnisse vor; Else Freund, vermutlich seine Frau, wurde nach Auschwitz deportiert, wo sie mit dem Todesdatum 23. Juli 1943 in den Sterbebüchern geführt wird.[89]
Artur Posnanski (* 30. Juli 1912 in Berlin) hatte schon an Hilfsaktionen für jüdische Kinder nach Dänemark und Schweden mitgewirkt, bevor er im Februar 1939 für einige Zeit in Havelberg tätig war. Von dort wechselte er ins Landwerk Neuendorf, bevor er im gleichen Jahr noch nach Berlin zurückging. Später wurde er nach Auschwitz verbracht und von da aus nach Buchenwald, wo er befreit wurde. Er emigrierte nach Palästina.[90]
In Havelberg sollten Jugendliche im Alter zwischen 15 und 18 Jahren auf die Auswanderung nach Palästina vorbereitet werden. Seit November 2019 erinnert eine Gedenktafel am Wegesrand in Richtung Forsthaus Rothehaus nahe dem Havelberger Ortsteil Müggenbusch an die in einem Waldgehöft mit drei Wohnhäusern untergebrachte Hachschara-Stätte. Der letzte Satz auf dieser Gedenktafel lautet: „Im Sommer 1941 wurde der Hachschara-Kibbuz Havelberg geschlossen. Die letzten Jugendlichen, die in Havelberg noch auf ihre Auswanderung nach Palästina gehofft hatten, wurden Opfer des Holocaust.“[88] Dies ist so allerdings nicht korrekt. Die letzte Gruppe der Havelberger Jugendlichen musste 1941 in das als Arbeitslager umfunktionierte Landwerk Neuendorf umziehen. Von hier aus kamen viele dann nach Auschwitz, und von 18 Jugendlichen aus Havelberg ist auch bekannt, dass sie in Konzentrationslagern ermordet wurden.[88] Doch es gab auch Überlebende, so zum Beispiel Werner Coppel (* 1925 in Moers), der seit Februar 1940 in Havelberg war, aber aufgrund seines zu geringen Alters nicht auswandern durfte. 1941 gehörte er dann zu denen, die nach Neuendorf verlegt wurden, von wo aus er dann 1943 nach Auschwitz kam. Während eines Todesmarsches konnte er fliehen und bis Kriegsende in einem Versteck in Gleiwitz überleben. Zusammen mit seiner Frau und dem gemeinsamen Kind konnte er im August 1949 in die USA auswandern.[91]
in dem bereits erwähnten Artikel über die Gedenktafel wird als weiterer Zeitzeuge Fred Oberländer erwähnt.[88] Oberländer, der seinen Namen später anglizierte und sich Fred Overlander nannte, „wurde 1923 in Berlin geboren. Sein Vater führte ein koscheres Hotel am Alexanderplatz. Fred ging im Juni 1939 auf das Ausbildungsgut (Hachschara) Havelberg und reiste im März 1940 mit 129 anderen Jugendlichen aus ganz Deutschland über Trieste nach Palästina. 1943 meldete sich Fred Overlander freiwillig bei der britischen Marine. Seine Mutter und Großmutter sind 1943 nach Theresienstadt deportiert worden, beide überlebten den Krieg und konnten 1946 mit der Familie in England wiedervereint werden, wo auch Fred ab 1945 stationiert war.“[92] Laut dem Jüdischen Museum Berlin wurde Oberländer bei seiner Ausreise im Jahre 1940 „durch den damaligen Leiter der Ausbildungsstätte Artur Posnanski unterstützt“.[93] Nach dem oben schon erwähnten Interview mit Posnanski war dieser allerdings nie Leiter der Hachschara-Stätte Havelberg, sondern lediglich Leiter einer Jugendgruppe innerhalb der Einrichtung. Posnanski gehörte allerdings der Kinder- und Jugend-Alijah-Leitung an, die im August 1941 zum letzten Mal tagte.[94]
Bekannt ist auch der Aufenthalt von Siegmund Rotstein, der sich 1940 in Havelberg aufhielt, bevor er über andere Hachschara-Stätten wieder zurück nach Berlin kam.[95]

#### Schlesien
- Der Beth Hechaluz beherbergte 1937 vierzehn Auszubildende.[96] Fischer sagt allerdings nichts darüber, wo sich diese Einrichtung befand. Möglicherweise handelt es sich dabei um ein Umschichtungsheim, das sich in Breslau, Freiburgerstraße 40, befunden haben soll.[97]
- Klein-Silsterwitz (1934 umbenannt in Silingtal) gehört heute zur polnischen Gemeinde Sobótka (Zobten am Berge). Dort befand sich von 1933 bis 1938 ein Hachschara-Camp, über dessen Besuch der Historiker Willy Cohn (* 12. Dezember 1888 Breslau – nach Deportation ermordet am 29. November 1941 Kaunas / Kowno) in einem Tagebucheintrag vom 16. September 1934 berichtete: „Augenblicklich ist der Kibbuz mit zwölf Leuten besetzt: 10 Jungen, 2 Mädel; aber die Mädel und einige Jungen sind heute nicht da! Mit ihnen über die Probleme ihres Daseins gesprochen: Hachscharah, sexuelle Frage; auch über das Verhältnis zur hiesigen Umwelt: Es sind ihnen neulich die Scheiben eingeschlagen worden, und es wurde auch hineingeschossen. – Ärger mit der S.A.-Schule. – Man spricht nur von der Judenfarm. – Aber mit der Mehrzahl der Dorfbewohner stehen sie gut, sie setzen auch einen Teil der Produkte im Dorf ab! – Der doppelte Umfang [an] Boden ist dies Jahr unter Kultur! – Eine der Chawerim vom vorigen Jahr ist in Erez an Kinderlähmung gestorben! – Im ganzen prächtige Menschen hier, mit dem ernsthaften Wollen zu einem neuen Leben! – Unsere Hoffnung auf Erneuerung des Judentums!“[98]
- Groß Breesen (Lehrgut)
- Gut Ellguth-Steinau im ehemaligen Landkreis Falkenberg (Oberschlesien) umfasste 600 Morgen Land und gehörte der jüdischen Textilfabrikantenfamilie Fränkel-Pinkus aus Neustadt. Maßgeblicher Gründer der Hachscharastätte war der Synagogengemeinden-Verband Oberschlesien.[99]
Edgar Freund (1906–1986) und seine Frau Elly (geborene Rzeszeweski, * 1909 in Breslau – Juni 2012 in Israel)[100] übernahmen im November 1937 zusammen mit dem Ehepaar Georg (1912–1962) und Senta Josephthal (1912–2007) die pädagogische Leitung des Lehrgutes.[101] Das Lager wurde 1941 aufgelöst; für einen Teil der Auszubildenden wurden Lager in Paderborn und Bielefeld (siehe Nordrhein-Westfalen) Folgestationen.[102] Fischer erwähnt allerdings auch, dass von den im Zuge des Novemberpogroms 1938 in das Konzentrationslager Buchenwald verschleppten Ellguther Jugendlichen einige die Möglichkeit hatten, ihre Ausbildung im niederländischen Werkdorp Wieringermeer fortzusetzen.[103]
- „Kibbuz Jom Tow (hebräisch für „Feiertag“, wörtlich „guter Tag“), dessen einweisende Organisation ebenfalls der Hechaluz war, bestand in der Kreisstadt Guttentag (polnisch Dobrodzień) als eine landwirtschaftlich-gärtnerische Kollektivausbildungsstätte mit einer Belegungszahl 40 bis in die zweite Hälfte des Jahres 1937 und wurde gleichfalls aufgelöst.“[104]
- Beth Makkabi (auch Makkabi-Hazaʿir) für dreißig Auszubildende[96] befand sich in Beuthen. Über das Ende der Einrichtung zitiert Fischer aus dem Jüdischen Gemeindeblatt für Oberschlesien vom August 1937: „Nach Liquidation des Beth Makkabi verließ Ende Juli [1937] der Kibbuzleiter des Makkabi Hazaʿir, Horst Brumlik, Beuthen, um im Reiche neue Aufgaben zu übernehmen. In dem Jahre seiner Tätigkeit in Oberschlesien ist er auch über die Grenzen seines Bundes hinaus bekannt geworden. Das Beth Makkabi zählte zu den besten Mittelhachscharoth [Plural von Mittleren-Hachschara, die sich an 14–17-Jährige richtete, H.F.], was hauptsächlich auf die Arbeit von Horst Brumlik zurückzuführen war. Auch die ihm unterstellten Gdudim [Ortsgruppen, H.F.] des Makkabi Hazair hatten sich unter seiner Leitung voll entfalten können. Vorführungen und Veranstaltungen, an denen sich der Makkabi Hazaʿir beteiligte, zeigten auch den Eltern die Arbeit der Jugend, die dem gesamten jüdischen Leben neue Impulse gab.“[105]
- Ratibor. Das dortige Hachschara-Zentrum „wurde vom Betar (auch „Beitar“) betrieben, der 1923 in Riga durch den revisionistischen Zionisten Zeʼev Jabotinsky (1880–1940) gegründeten, nationalistisch ausgerichteten zionistischen Jugendorganisation“.[104]

#### Schleswig-Holstein
- Brüderhof bei Harksheide. Er wurde wahrscheinlich vom Hechaluz von Hamburg aus betreut. „Der Brüderhof stellte im Frühjahr 1939 seine Arbeit ein.“[53] Nach einer anderen Quelle scheint der Brüderhof die November-Pogrome von 1938 relativ unbeschadet überstanden zu haben. „Bis zum März 1939 konnten alle Teilnehmer der ‚Mittleren-Hachschara‘ noch den Brüderhof verlassen und nach Palästina auswandern. Im Frühjahr 1939 kam zum letzten Mal eine Gruppe von älteren Jugendlichen auf den Brüderhof. Diese Gruppe konnte jedoch nur ca. einen Monat bleiben, da die Hachschara nun plötzlich aufgelöst wurde.“[106]
- Das Gut Jägerslust[107] bei Flensburg war der zweite vom Hechaluz betriebene Hachschara-Kibbuz auf dem heutigen Gebiet von Schleswig-Holstein. 1934 gegründet, wurde Gut Jägerslust bei den Novemberpogromen 1938 „überfallen und verwüstet […]. Die Bewohner des Jägershofs wurden misshandelt, verhaftet und in das KZ Sachsenhausen verschleppt; nur wenige konnten sich durch eine Flucht über die nahe dänische Grenze retten.“[106][108]

#### Sonstige Hachschara-Einrichtungen
- Eine Besonderheit war die sogenannte Seefahrts-Hachschara der „Fairplay Schleppdampfschiffs-Reederei Richard Borchard GmbH“ der jüdischen Reederin Lucy Borchardt.[109][110] „Anfang 1934 war außerdem eine seemännische Ausbildung der Fairplay-, später auch der Bernstein- und Schindler-Reederei aufgenommen worden. Es gelang, einige Lehrlinge in Schiffbaubetrieben in Hamburg und Lübeck unterzubringen. Sie bildeten die personelle Basis der 1934 entstehenden Handelsschifffahrt in Palästina.“[53]

- Eine weitere Besonderheit war die Seefahrts-Hachschara, Kibbuz Serubavel, in Hamburg/Blankenese. Gegründet 1945 wurde „vornehmlich jungen, osteuropäisch-jüdischen Displaced Persons (DPs)“ eine Ausbildung im Seefahrts- und Fischereiwesen angeboten, um sie auf die Einwanderung nach Palästina vorzubereiten.[111]

#### Zwangsarbeit statt Hachschara
Ab dem Jahr 1941 wurden einige im Deutschen Reich gelegenen Einrichtungen der Hachschara durch die Nationalsozialisten in Zwangs-Arbeitslager für jüdische Jugendliche umgewandelt oder ganz aufgelöst.

### Auslands-Hachschara
Umfassende Überblicke über die Auslands-Hachschara stammen vorwiegend von zwei Autoren:
- Scholem Adler-Rudel beschreibt in dem Buch Jüdische Selbsthilfe unter dem Naziregime in drei Berichten aus den Jahren 1935, 1938 und Anfang 1939 die Situation der Auslands-Hachschara.[112]:S. 204 ff.
- Perez Leshem, 1903 als Fritz Lichtenstein in Chemnitz geboren,[113] verstand sein Buch Strasse zur Rettung 1933–1939 „als ein[en] Beitrag zur Geschichte des deutschen Landesverbandes des ‚Hechaluz‘, der die Auslandshachscharah (= Vorbereitung) in zwölf verschiedenen Ländern Europas für Tausende junger Menschen aus Deutschland organisierte“.[6]:S. 5

Eine Ergänzung zu Leshems Buch ist ein Aufsatz, der auf Briefen und Berichten basiert, die Leshem Ende 1938 / Anfang 1939 während einer zweiten Reise zu den Stätten der Auslands-Hachschara in europäischen Ländern verfasste und nach Palästina schickte:
- Ilona Treitel[114]: From Germany to the Land of Israel in Late 1938. Letters Recording a Rescue Mission of Jewish Youth.[115]

#### Dänemark
- Fischerei Zentrum auf der Insel Bornholm zur Ausbildung in der Küsten- und Hochseefischerei.[9]
- Auf eine landwirtschaftliche Ausbildungsstätte findet sich ein zeitlich nicht näher einordbarer Hinweis bei Dina Weil (Gerda Berlowitz). „In Dänemark besuchten wir einen Jugendlichen, der dort Landwirtschaft lernen wollte, bevor er nach Palästina ging.“[116] Dass sie „einen Jugendlichen“ besuchten, verweist auf eine dänische Besonderheit. So berichtet etwa Merethe Aagaard Jensen im Zusammenhang mit Jugendlichen, die mit der Unterstützung von Eva Warburg von Dänemark nach Schweden gekommen waren und im Kibbuz Hälsinggården untergebracht werden sollten: „Einige entschieden sich dafür, sich dort niederzulassen. Da die Jugendlichen in Dänemark auf Verlangen der dänischen Behörden einzeln bei Bauern gewohnt hatten, waren sie ein selbstständiges, eher individuell gestaltetes Leben gewöhnt und wollten sich nicht ohne weiteres der Leitung und dem kollektiven Leben auf Hälsinggården, das einem Kibbutz glich, unterordnen. Deswegen blieben die Neuankömmlinge in vielen Fällen nicht lange dort.“[117]:S. 318 f. Malin Thor Tureby weist darauf hin, dass eine Ausbildungseinrichtung für landwirtschaftliche Siedlungspioniere in Dänemark bereits seit 1932 existierte.[118]
- Konkreter in Bezug auf eine landwirtschaftliche Hachschara wird Martin Monath (Monte) in einem Brief vom August 1934.[119] Monath berichtet darin von einem vom Haschomer Hatzair betriebenen Kibbuz in oder bei dem Ort Faxe auf der Insel Seeland. Dem Brief nach war der Kibbuz der zentrale Lebens- und Wohnort der Chawerim, während die Arbeit dezentral auf Lehrstellen bei Bauern stattfand. „Unsere Stellen sind auch meistens sehr gute Lehrstellen. Wir lernen alles mögliche: Melken, Mähen, Pflügen, Maschinen bedienen usw.“ Er berichtete von der Schwere und oft auch Eintönigkeit der körperlichen Arbeit, nach der „man abends nicht mehr viel geistige Arbeit leisten [kann]. Das ist schon ein schwerer Verlust, besonders für Menschen, die als Intellektuelle zur Arbeit übergegangen sind und für die auch das Arbeiter[-]werden keine geistige Kaltstellung bedeuten kann.“ Zugleich beschwört er das Ideal des Kibbuzlebens, durch das er und seine Genossen erleben, „daß der Weg zur Verwirklichung eines großen Ideals über eine lange Reihe sehr kleiner Schwierigkeiten führt, die alle auf einer Linie liegen. Sie alle sind zu erklären aus dem Widerspruch, daß Menschen mit einer individualistischen Erziehung ein kibbuzisches Leben führen wollen.“ In dem Zusammenhang verweist Monath darauf, dass der Kibbuz bereits im zweiten Jahr besteht und die Chawerim nun beschlossen haben, in diesem Jahr auch Freunde aufzunehmen, „die nicht aus der Erziehungsbewegung des Haschomer Hazair zu uns kamen“. Gerade diesen Menschen ohne Vorerfahrungen in den Reihen des Haschomer Hatzair soll so die Möglichkeit geboten werden, in die Kultur des Kibbuz hineinzuwachsen. „Wir lernen hier, wie die Ueberwindung des Widerspruchs zwischen kibbuzischem Leben und individualistischer Erziehung durch eine möglichst früh einsetzende Gemeinschaftserziehung erleichtert wird. Gerade darum, weil eine Anzahl von uns nicht selbst den Weg der Bundeserziehung gegangen ist, erkennen wir, wie die Hachschara ihren vollen Sinn als entscheidender Schritt zur Umgestaltung des persönlichen Lebens nur dann ganz ausschöpfen kann, wenn sie Glied in der Kette ist, die vom Leben im Bunde zum Aufbau des eigenen Kibbuz führt.“

#### Frankreich
Nach Perez Leshem knüpfte die Auslands-Hachschara an Erfahrungen in Dänemark und den Niederlanden an, aber deren eigentlicher Aufbau begann „im April 1933, als ich als Sekretär des deutschen "Hechaluz" zunächst in Strassburg und dann in Paris die Möglichkeiten der Unterbringung von Chaluzim in Frankreich prüfte.“:S. 11
In der La Tribune Juive, Strasbourg, wurde am 27. Oktober 1933 darüber berichtet, dass einige Zeit davor in Straßburg ein Treffen des Hechaluz mit 97 Chaluzim aus dem Elsass und Lothringen stattgefunden habe. Bei dem Treffen wurde unter dem Namen Olim ein Kibbuz an der französisch-luxemburgischen Grenze vorgestellt. Laut Perez Leshem war dessen korrekter Name
- Kibbuz HaOlim, und der war der erste von vier vom Hechaluz betreuten Kibbuzim in Frankreich. Die drei weiteren waren[6]:S. 36:
- Kibbuz Migdal (Turm) mit 57 Mitgliedern in Joué-lès-Tours[6]:S. 38 ff.
- Kibbuz Chulia (Kettenglied) mit 11 Mitgliedern zuerst bei Cahors, dann bei Toulouse.[6]:S. 41
- Kibbuz Machar in Jugeals-Nazareth im Corrèze.[6]:S. 37 f.[121] Im September 1934 gründeten unter anderem 17 Chawerim aus dem Kibbuz Machar den
- Kibbuz Namschich (Wir setzen fort) in der Nähe von Toulouse. Im Herbst 1935 verließen die deutschen Mitglieder, die den größten Mitgliederanteil stellten, den Kibbuz und gingen auf Alija. Namschich verfügte danach nicht mehr über eine gesicherte finanzielle Basis, weshalb im März 1936 seine verbliebenen Mitglieder in den
- Kibbuz Hassellah (Der Felsblock) im Département Gers überführt wurden. Dessen Mitglieder stammten fast ausschließlich nicht aus Deutschland.[6]:S. 42
- Caussade (Tarn-et-Garonne). In der Nähe dieses Ortes gründeten junge belgische Zionisten, die 1940 während des Westfeldzuges der deutschen Wehrmacht nach Südfrankreich geflüchtet waren, auf einem Bauernhof eine Hachschara-Stätte mit etwa dreißig Mitgliedern. Unter dem Druck der anti-jüdischen Gesetze des Vichy-Regimes wurde aber schnell klar, dass dem Projekt keine Zukunft in Frankreich beschieden sein würde. Mit Hilfe der Widerstandsorganisation Armée Juive konnte die gesamte Gruppe über Spanien und Portugal nach Palästina gelangen, einige auch in die USA.[122]

#### Großbritannien
Über ganz Großbritannien verteilt gab es etwa 20 Hachschara-Zentren.
- Eine nach David Eder (1865–1936) benannte Farm zur Ausbildung von Pionieren, die nach Palästina gehen wollten, existierte seit 1935 in Ringelstone[123] Kent.[124] Nach Perez Leshem nahm die David Eder Farm aber bis 1939 nur einzelne Mitglieder des Habonim auf, bevor sie sich dann auch für Hechaluz-Mitglieder öffnete.[6]:S. 26[125]
- Whittingehame Farm School
- Millisle Farm
- Nicht ausschließlich, aber in Teilen doch, kann man auch das Camp Windermere der Auslands-Hachschara zurechnen, in dem junge Holocaust-Überlebende betreut wurden. Nach Martin Gilbert kümmerten sich dort „Berater verschiedener zionistischer Organisationen, unter anderem von Habonim und Hashomer Hatzair sowie der religiös-zionistischen Bachad-Bewegung“ um die Jugendlichen.[126]

#### Italien
- Ausbildungszentrum Livorno, wie in Bornholm eine Einrichtung zum Erlernen aller Arbeiten rund um den Fischerei-Beruf. Angesprochen werden sollen Jugendliche mit religiöser Lebenshaltung.[9]
- Ricavo di Castellina. Dieses Hachschara-Lager befand sich laut dem Jüdischen Museum in Berlin in der Ortschaft Castellina in der Nähe von Siena, womit vermutlich Castellina in Chianti gemeint sein dürfte.[127] Laut dem Jüdischen Museum soll das Lager 1934 gegründet worden sein, doch nach den Unterlagen im The Central Archives for the History of the Jewish People Jerusalem (CAHJP) gab es bereits seit 1933 das Lager betreffende Korrespondenz. Diese reicht bis ins Jahr 1938. Dass keine späteren Dokumente mehr vorliegen, dürfte mit der am 7. September 1938 erfolgten Verabschiedung des Italienischen Rassengesetzes zusammenhängen. Auf der Basis dieses Gesetzes wurde allen ab 1919 in Italien eingebürgerten Juden die Staatsbürgerschaft aberkannt und die Ausweisung aller nicht-italienischen Juden angedroht.[128] Die Dokumente des CAHJP zeigen, dass in das Lager Ricavo di Castellina Bachad, Hechaluz und auch der Zentralausschuss der Deutschen Juden für Hilfe und Aufbau (später Zentralausschuss für Hilfe und Aufbau), eine Vorläuferorganisation der Reichsvertretung der Deutschen Juden, involviert waren.

#### Jugoslawien
- Kibbuz Bamidbar (Wüste) im Weiler Golenić nahe der kroatischen Stadt Slatina an der kroatisch-ungarischen Grenze.[6]:S. 118 f
- Subotica – Zumindest zwischen 1937 und 1939 existierte hier ein Gut, „das von der zionistischen Organisation Hechaluz betrieben wurde. Hier lernten die jungen Männer und Frauen, das Weingut und die Äcker zu bewirtschaften, für die Tiere zu sorgen und den Hof zu führen.“[129]

#### Luxemburg
Die Auslandshachschara in Luxemburg „war organisatorisch ein Teil der französischen, sie unterstand dem Merkaz in Paris“.:S. 51 Leshem meinte damit, dass für die dortigen Chawerim, die überwiegend in Einzelstellen bei kleineren Landwirten arbeiteten, das Hechaluz-Zentrum (Merkaz) in Paris zuständig war. Vor Ort existierten zudem mehrere lokale Zentren, die für den gesellschaftlichen und kulturellen Zusammenhalt der Chawerim sorgten.
Im Süden Luxemburgs, nur durch das Flüsschen Gander vom Bad Mondorfer Ortsteil Altwies getrennt, existierte seit 1933 der Kibbuz HaOlim. Er spielte eine Rolle bei der Gewinnung und Betreuung Chaluzim, die ihre Hachschara auf Einzel-Stellen betrieben.:S. 51–52 Anfang 1934 kam eine Gruppe von 23 Personen (15 Männer und 8 Frauen), die aufgrund „behördlicher Schwierigkeiten“ ihre Einzelstellen in Lothringen verlassen mussten, zur Vorbereitung ihrer Alija nach Luxemburg. Sie bildeten unter dem Namen Schalschelet (nach Leshem: „Abschnitt in einer Entwicklung“) ein gemeinsames Zentrum:S. 52, das auch im März 1936 noch existierte.:S. 54 Ebenfalls im Frühjahr 1934 entstand im Jüdischen Volkshaus in Luxemburg (Stadt) ein Büro zur Koordination und Betreuung der Hachscharah-Bewegung in Luxemburg, das aber auch die Verbindung halten sollte zur jüdischen Gemeinde und der zionistischen Gruppe vor Ort und den Hechaluz-Büros in Berlin und Paris. Geleitet wurde das Büro von dem HaOlim-Mitglied Hermann Ginsburg, finanziell unterstützt von der jüdischen Gemeinde.:S. 52–53
An Pfingsten 1934 war der Kibbuz HaOlim Treffpunkt fast aller etwa 60 Hachscharah-Teilnehmer in Luxemburg. Im Laufe des Jahres stieg deren Zahl dann dank vieler Neuankömmlinge aus Deutschland auf über 100 an, und es bildeten sich ergänzend zu Schalschelet zwei neue Zentren:S. 53:
- Château de Wintrange. Hier hatte sich die nach Ber Borochov benannte Gruppe Plugat Borochow gebildet, die sich hier mit der Schalschelet-Gruppe zur gemeinsamen kulturellen Arbeit traf. An Weihnachten 1934 war das Schloss Treffpunkt aller Hachschara-Teilnehmer aus dem Großherzogtum.
- Esch-sur-Alzette. Hier hatte sich ein Zentrum für 20 bis 25 Hachschara-Teilnehmer gebildet.

Das Jahr 1935 brachte einen weiteren Zustrom an Chawerim, der zu weiteren Zentrenbildungen führte, aber auch eine Zunahme der Anfeindungen seitens der Presse und der Behörden gegenüber den Flüchtlingen in Luxemburg. Im Januar 1935 wurden Hermann Ginsburg und seine Frau ausgewiesen, und auch als Folge davon wurde das von ihm geleitete Büro von Luxemburg-Stadt nach Bad Mondorf verlegt. Ginsburgs Nachfolger als Leiter des Hachschara-Büros, Akiba Eger, ging im Dezember 1935 „nach 1 1/2 Jahren Hachscharah und etwa zehn Monaten administrativer Arbeit für den "Hechaluz" [.] zur Alijah“.:S. 54 Das Jahr 1935 war aber auch das Jahr, in dem ohne diesen behördlichen Druck die Auswanderung der Chawerim nach Palästina Fahrt aufnahm.
1935 hielten sich etwa 120 Personen auf Hachschara in Luxemburg auf, der jemals hier erreichte Höchststand.:S. 53 Mitte März 1936 waren es – neben den Mitgliedern von HaOlim – noch etwa 90 Chawerim und Chawerot in Luxemburg, die sich auf sechs Zentren verteilten.:S. 53, 54–55:
- Cherut (Freiheit) betreute die Jugendlichen auf Hachschara-Stellen in und um Osweiler. Mit 35 Mitgliedern war es das größte Zentrum.
- Schalschelet (Standort nicht bekannt)
- Dror (Standort nicht bekannt)
- Plugat Borochow (siehe oben)
- Hatikwah (die Hoffnung, gleich der israelischen Nationalhymne haTikwa). Das Zentrum mit sechs bis zehn Mitgliedern befand sich bei Schüttringen
- Plugat Arlosoroff (benannt nach Chaim Arlosoroff). Hier versammelten sich Chawerim aus dem Süden Luxemburgs, die sich zwecks kultureller Arbeit und dem Hebräischunterricht an HaOlim anlehnten.

In einem Bericht vom 14. Februar 1936 erwähnte Adler-Rudel 101 Hachschara-Teilnehmer in Luxemburg. Über deren Situation schrieb er:

„Hier findet die Ausbildung ausschließlich bei einzelnen Bauern statt. Sie ist besonders dadurch charakterisiert, daß die körperlichen Anforderungen, die hier gestellt werden, außerordentlich groß sind. Die Bauern in Luxemburg betreiben zum größten Teil Weinbau. Die Arbeit im Weinberg ist sehr anstrengend und erfordert im Tagesablauf viel mehr Stunden als die sonstige Landwirtschaft. Die Bauern können die jungen Leute nur dann behalten, wenn sie in derselben Weise mitarbeiten können, wie sie selber und ihre Knechte es tun. Da diesen Anforderungen nur sehr kräftige Menschen gewachsen sind, müssen die jungen Leute für Luxemburg besonders vorsichtig ausgewählt werden. Dafür sind aber Kenntnisse und Leistungsfähigkeit nach vollendeter Ausbildung besonders hoch zu bewerten.
Die geistige Ausbildung muß hier schlechter sein, da nach so schwerer körperlicher Arbeit kaum verlangt werden kann, daß die jungen Leute sich noch mit geistigen Dingen beschäftigen.“

In dieser Situationsbeschreibung stimmten Adler-Rudel und Perez Leshem weitgehend überein, wobei Leshem außer auf die Arbeit im Weinbau auch auf die schwere Arbeit in den gemischt wirtschaftenden landwirtschaftlichen Betrieben mit großen Viehbeständen hinwies. Im April 1936 hätten die Zentren zusammen mit dem Hachschara-Büro die Einführung einer eigenen Krankenkasse beschlossen, die über Beiträge der Hachschara-Teilnehmer finanziert wurde.:S. 55
Im Winter 1935/1936 gab es den Versuch, die gesamte luxemburgische Hachschara politisch und finanziell in einem Comité de Patronage unter dem Dach der Jüdischen Gemeinde anzusiedeln. Der Hintergrund dafür war die sich verändernde politische Situation im Großherzogtum, die zunehmend durch antisemitische Tendenzen und durch Ängste vor deutschen Annexionsgelüsten geprägt wurde. Die Jüdische Gemeinde schien dem Hechaluz und den Chawerim dagegen noch einen gewissen Schutz zu bieten, doch was diese als Gegenleistung forderte, hätte nach Leshem die weitgehende Einschränkung der Selbständigkeit des Hechaluz und der Chawerim bedeutet.

„Das Komitee sollte kein zionistisches sein, sondern die ganze Gemeinde repräsentieren, sodass die ideologischen Vorstellungen der Chaluzim nur begrenztes Verständnis gefunden hätten. Vor allem aber konnte man sich offensichtlich in Luxemburg nicht in die Lage der vielen jungen Juden aus Deutschland versetzen, deren Papiere "nicht in Ordnung" waren.“

Leshems letzter Satz bezog sich darauf, dass seitens der Jüdischen Gemeinde gefordert worden war, dass künftig nur solche Flüchtlinge zur Hachschara zugelassen werden sollten, „deren "Papiere absolut in Ordnung sind und die aufgrund einer vorausgegangenen Prüfung moralisch und körperlich geeignet sind, wobei auch ein luxemburgisch-jüdischer Arzt die körperliche Tauglichkeit mit feststellen kann".“:S. 56
Obwohl die Hechaluz-Leitung in Paris bereit war, auf die luxemburgischen Forderungen unter gewissen Bedingungen einzugehen, kam es offenbar nicht mehr zu einem Abschluss der Verhandlungen. Stattdessen nahm die Auflösung der luxemburgischen Hachschara-Bewegung Fahrt auf. Im Juni 1936 begaben sich 30 Chawerim auf Alija, und weitere warteten auf ein Einwanderungszertifikat für Palästina, so dass im Laufe des Jahres 1936 insgesamt 64 Personen aus Luxemburg auf Alija gegangen waren. Am 1. Oktober 1936 befanden sich noch 38 Personen auf Hachschara in Luxemburg: „29 Deutsche, 5 Polen 2 Tschechen und 2 Staatenlose.“:S. 55 Sie waren es wohl, wie von Leshem beschrieben, Hachschara in anderen europäischen Ländern fortsetzten:S. 55–56:
- Sieben gingen ins Werkdorp Wieringermeer in Nord-Holland;
- einer schloss sich der holländischen Vereeniging tot Vakopleidung van Palestina-Pioniere (Verein zur Berufsausbildung palästinensischer Pioniere) an, mit der der deutsche Hechaluz schon länger zusammenarbeitete und der in Deventer eine landwirtschaftliche Ausbildungsstätte unterhielt[6]:S. 9;
- vier gingen nach Jugoslawien, um Mitglieder im Kibbuz Bamidbar zu werden (siehe oben);
- neun wechselten nach Dänemark und
- einer ging nach Italien.

Für Adler-Rudel gehörte Luxemburg wie Frankreich und Litauen zu den Ländern mit kleineren Hachschara-Zentren, die alle im Lauf des Jahres 1937 aufgelöst wurden. Und wenn damit auch Ausbildungsplätze verlorengingen, war das in Bezug auf Luxemburg auch für Perez Leshem kein Drama. Sein Urteil über die dortige Hachschara lautete:

„Sie war wohl die, in der körperliche Arbeit am schwersten war; als ausschliessliche Zentrumshachscharah gab sie wenig Gelegenheit zu systematischer, geistiger Vorbereitung. So gesehen, war ihre Auflösung im Frühsommer 1937 ein tragbarer Verlust.“

Nach den Novemberpogromen 1938 fanden noch einmal viele junge Juden aus den an Luxemburg angrenzenden deutschen Gebieten vorübergehend Schutz in Luxemburg. Sie mussten aber zumeist bald nach Frankreich, Belgien und Holland weiterziehen. Das lag einerseits an der schon erwähnten Zuspitzung der antisemitischen Stimmung in Luxemburg, zum Teil aber auch an innerjüdischen Auseinandersetzungen zwischen unterschiedlichen zionistischen Fraktionen. Die Luxemburger Juden zählten überwiegend zum bürgerlich-liberalen Flügel der zionistischen Bewegung, während der Hechaluz als Träger der Hachschara-Bewegung der zionistischen Arbeiterbewegung nahestand.

#### Niederlande
- Werkdorp Wieringermeer
- Alija-Jugendheim im Huize Voorburg in Elden. Dieses Haus am südlichen Rand von Arnheim war für Palästina-Pioniere im Alter von sechzehn bis neunzehn Jahren bestimmt.[134]

#### Schweden
- Internat Kristinehov
- Ohne weitere Namen zu nennen, verweist Pontus Rudberg auf „junge Juden, die ihre landwirtschaftliche Umschulung auf schwedischen Höfen absolviert haben“.[135]
- Die schwedische Wissenschaftlerin Malin Thor Tureby befasste sich in ihrer 2005 erschienenen Dissertation mit der Arbeit des Hechaluz im schwedischen Exil in den Jahren 1933–1943.[136] Zumindest zwei Hachschara-Stätten lassen sich in ihren Forschungen zurückverfolgen:
  - Kibbuz und Landwirtschaftsschule Svartingstorp (1936–1940) in Skåne (Schonen).
  - Kibbuz Hälsinggården außerhalb von Falun in der Provinz Dalarnas. Hier gab es eine Zusammenarbeit mit der Zimmerei und Spielzeugfabrik Pluba, und insbesondere diese Zimmerei habe einen positiven Beitrag zur Finanzierung der Farm geleistet. Der Betrieb in Hälsinggården wurde 1946 eingestellt.[137]

## Hachschara-Einrichtungen nach dem Zweiten Weltkrieg
Nach dem Ende des Nationalsozialismus gründeten überlebende zionistische Juden wiederum Hachschara-Gemeinschaften, die bis zur Errichtung des Staates Israel im Jahr 1948 bestanden.
- 30 Einrichtungen existierten in Mittel- und Oberfranken.[138]
- Der Gehringshof wurde als Kibbuz Buchenwald reaktiviert.

Derartige Einrichtungen gab es auch in anderen Ländern:
- Polen: Haus der Hachschara, Planty Nr. 7/9, in Kielce. Hier lebte vorübergehend eine „Gruppe aus 27 Frauen und Männern im Alter zwischen 18 und 25 Jahren. Sie waren polnische Juden, die den Holocaust auf unterschiedliche Weise überlebt hatten.“[139] 22 Personen dieser Gruppe – zwei waren beim Pogrom von Kielce ums Leben gekommen – trafen Ende Oktober 1945 in Reggio Emilia ein.
- Italien: In der Villa Terrachini, an Reggios Cavozolla-Straße, befand sich die Hachschara-Stätte Hamored („der Aufständische“).[140]

## Hachschara-Forschung
Am CGL – Zentrum für Gartenkunst und Landschaftsarchitektur der Gottfried Wilhelm Leibniz Universität Hannover existiert seit mehreren Jahren das vom Land Niedersachsen finanziell unterstützte Forschungsprojekt Jüdische Gartenbau- und Landwirtschaftsschulen / Ausbildungszentren in Deutschland und ihre Auswirkungen auf Gartenbau, Landwirtschaft und Landschaftsarchitektur in Palästina / Israel, das vom CGL zusammen mit der Faculty of Architecture and TownPlanning des Technion in Haifa durchgeführt wird.

„Das Forschungsprojekt ist diesem spezifischen Aspekt, der gärtnerischen und landwirtschaftlichen Ausbildung in Deutschland für jüdische Menschen im frühen 20. Jahrhundert gewidmet. Ein Schwerpunkt liegt dabei auf den Hachschara-Ausbildungsstätten, also auf Orten, an denen speziell für die Emigration nach Palästina ausgebildet wurde, aber auch andere Ausbildungsstätten sollen einbezogen werden.
Die Forschung in Israel auf Seiten des Technion wird auf die Beiträge der an den Hachschara-Zentren in Deutschland Ausgebildeten zur Entwicklung des Siedlungswesens, zum Gartenbau und zur Landwirtschaft und zum entsprechenden Ausbildungswesen wie auch zur Landschaftsarchitektur in Israel fokussiert sein.“

Aus dem Projekt sind mehrere Publikationen hervorgegangen, so zum Beispiel die des Germanisten Hubertus Fischer (* 1943). In ihnen schrieb er über Hachscharaeinrichtungen, die in dem Projekt erstmals erforscht wurden oder bislang weitgehend unbekannt waren (siehe: Literatur/Hubertus Fischer).
Ein weiteres Forschungsprojekt unter der Leitung von Ulrike Pilarczyk existiert seit 2018 an der Technischen Universität Braunschweig. In Kooperation mit dem Koebner-Minerva Center for German History an der Hebrew University in Jerusalem und gefördert durch die Deutsche Forschungsgemeinschaft wird dort die „Nationaljüdische Jugendkultur und zionistische Erziehung in Deutschland und Palästina zwischen den Weltkriegen“ erforscht. Zu dem Projekt gehört auch das Archiv der Jüdischen Jugendbewegung, mit bislang „über 15.000 digitale und analoge Kopien hauptsächlich von Fotografien aus der Geschichte der Jüdischen Jugendbewegung in Deutschland und Palästina/Israel über das gesamte 20. Jahrhundert hinweg. Die Fotografien stammen vor allem aus staatlichen und Kibbuz-Archiven in Israel und aus privatem Besitz ehemaliger Angehöriger jüdischer Wandergruppen“ und werden im Rahmen des Projekts wissenschaftlich aufbereitet. Aus dem Forschungsprojekt heraus entstand 2020 der Sammelband Hachschara und Jugend-Alija. Wege jüdischer Jugend nach Palästina 1918–1941 (siehe: Literatur/Ulrike Pilarczyk).
Am 12. Dezember 2022 wurde die Datenbank „Hachschara als Erinnerungsort“ freigeschaltet. Sie entstand in einem gemeinsamen Projekt des Moses Mendelssohn Zentrums für Europäisch-Jüdische Studien (Potsdam), des DFG-Projektes „Zwischen Alija und Flucht“ an der Technischen Universität Braunschweig und der Stiftung Denkmal für die ermordeten Juden Europas (Berlin). Die Datenbank versteht sich als wissenschaftliches Online-Portal, als digitales Denkmal sowie als Netzwerk der überregionalen und lokalen Forschung zu den Hachschara-Stätten. Zum Start waren Informationen zu zehn Hachschara-Einrichtungen in Deutschland abrufbar. Eine Karte verzeichnet Namen und Orte von 79 Hachschara-Stätten.
Über reichhaltiges und öffentlich zugängliches Bildmaterial mit Aufnahmen aus vielen Hachschara-Einrichtungen verfügt das Jüdische Museum in Berlin.
Eine bislang in der Forschung wenig beachtete Liste basiert auf den monatlichen Berichten, die die Hachschara-Zentren der Gestapo vorlegen mussten. In diesen Berichten wurden sowohl die Auszubildenden, als auch das Ausbildungspersonal erfasst. Die entsprechenden Akten wurden am Ende des Zweiten Weltkriegs von den Russen beschlagnahmt und konnte vom United States Holocaust Memorial Museum eingesehen und aufbereitet werden. So entstand 1979 eine alphabetisch nach Nachnamen sortierte Liste mit knapp 1800 Einträgen von Personen der folgenden 13 Ausbildungszentren: 1 Gut Winkel, Post Spreehagen, 2 Landwerk Ahrensdorf bei Trebbing, 3 Halbe, Halbe/Mark, 4 Havelberg, Havelberg/Mark, 5 Polenzwerder, bei Eberswalde, 6 Rüdnitz, bei Bernau, 7 Groß-Breesen, Kreis Trebnitz, Schlesien, 8 Caputh, bei Potsdam, 9 Ahlem, Kreis Hannover, 10 Geringshof, Kreis Fulda, 11 Berlin-Hermsdorf, 12 Dragebruch und 13 Berlin-Niederschönhausen.
Die Liste enthält in der ersten Spalte die Nummer des Zentrums entsprechend der vorhergehenden Reihenfolge. Danach folgen Nachname, Vorname, Geburtsdatum, Geburtsort, Wohnort, Staatsangehörigkeit und Zielort oder -land. Im Vorspann zu dem 52-seitigen Dokument heißt es, dass der Umfang der Angaben zu den einzelnen Personen unterschiedlich sei, aber in der Regel zumindest Name, Geburtsdatum und Staatsangehörigkeit umfasse. Nur in wenigen Fällen sei ein Bestimmungsort innerhalb oder außerhalb Deutschlands angegeben, und in den meisten Fällen lasse sich das Schicksal der in der Liste erfassten Personen aus den Listen selber nicht ermitteln. Die Liste wurde aber bereits mit dem Gedenkbuch – Opfer der Verfolgung der Juden unter der nationalsozialistischen Gewaltherrschaft 1933–1945 abgeglichen und führte zu relativ wenigen Übereinstimmungen, woraus der Schluss gezogen wurde, dass viele, vielleicht sogar die meisten, diese Ausbildung nutzen konnten, um aus Deutschland zu fliehen und so den Holocaust zu überleben.
Die Liste ist online über das Center for Jewish History als PDF-Dokument zugänglich Alle Daten befinden sich auch in der JewishGen-Datenbank, können dort aber kostenfrei nur sehr eingeschränkt recherchiert werden.
Die Gedenkstätte Deutscher Widerstand widmet der Hachschara-Bewegung in den Jahren 2021/22 eine Sonderausstellung.